# Conjugaison occitane
Voici la conjugaison des verbes en langue occitane, y compris en ancien occitan ; les transcriptions sont faites en graphie classique. Chaque forme verbale est accompagnée de sa transcription phonétique. Les similitudes avec le catalan sont plus perceptibles dans la forme écrite que dans la prononciation.

## Verbes de base
Voici une liste des verbes servant de base à la conjugaison de tous les autres.
| - Abandeirar (pavoiser) - Abecar (abecquer) - Abreujar (abréger) - abrogar (abroger) - Alunchar (éloigner) - Aimar (aimer) - Anar (aller) - Anonciar (annoncer) - Apelar (appeler) - Assetar (assiéger) - Ausir (entendre) - Avançar (avancer) - Belar (bêler) - Comuniar (communier) - Copar (couper) - Dressar (dresser) - Embestiar (embêter) - Enmaliciar (irriter) - Enebriar (enivrer) - Espoussar (épousseter) - Far (faire) - Largar (larguer) - Lojar (loger) - Manjar (manger) - Marcar (marquer) - Negar (noyer, nier) - Oliar (huiler) - Pariar (parier) - Ponhar (poindre) - Tocar (toucher) - Tolerar (tolérer) - Variar (varier) - Ventar (venter) - Vujar (vider) | - Aquesir (acquérir) - Culhir (cueillir) - Cubrir (couvrir) - Dormir (dormir) - Durbir (ouvrir) - Mentir (mentir) - Morir (mourir) - Ofrir (offrir) - Partir (partir) - Porgir (offrir) - Seguir (suivre) - Sentir (sentir) - Sofrir (souffrir) - Sortir (sortir) - Venir (venir) | - Absòlvre (absoudre) - Adurre (apporter, provoquer) - Aprendre (apprendre) - Beure (boire) - Caire (tomber) - Caupre (prendre, comprendre) - Claure (clore, fermer) - Conclure (conclure) - Concebre (concevoir) - Còire (cuire) - Creire (croire) - Destruire (détruire) - Deure (devoir) - Dire (dire) - Escriure (écrire) - Èstre (être) - Foire (fouire) - Jaire (gésir) - Metre (mettre) - Mòure (mouvoir) - Noire (nuire) - Perdre (perdre) - Plaire (plaire) - Plòure (pleuvoir) - Prendre (prendre) - Recebre (recevoir) - Rendre (rendre) - Respondre (répondre) - Rire (rire) - Saupre (savoir, connaître) - Secodre (secouer) - Sèire (seoir) - Veire (voir) - Viure (vivre) | - Cénher (ceindre) - Caler (falloir) - Conéisser (connaître) - Créisser (croître) - Crénher (craindre) - Fénher (feindre) - Jónher (joindre) - Mólzer (traire) - Nàisser (naître) - Pàisser (paître) - Paréisser (paraître) - Plànher (plaindre) - Téisser (tisser) - Voler (vouloir) |

## Premier groupe (verbes en -AR)
C'est dans ce groupe que se trouve la plupart des verbes. Voici quelques exemples du premier groupe : esperar (attendre, espérer), pensar (penser).

### Parlar(parler)
| Vivaro-alpin | Auvergnat | Gascon | Limousin | Languedocien | Provençal | Niçois | Ancien occitan |
| Infinitif | Infinitif | Infinitif | Infinitif | Infinitif | Infinitif | Infinitif | Infinitif |
| --- | --- | --- | --- | --- | --- | --- | --- |
| parlar [paɾˈlaɾ] | parlar [paɾˈla] | parlar [paɾˈla] | parlar [paɾˈla] | parlar [paɾˈla], [pɔr'la] | parlar [paɾˈla] | parlar [paɾˈla] | parlar |
| Participe passé | | | | | | | |
| parlat [paɾˈla] parlaa [paɾˈlaɔ] | parlat [paɾˈla] parlada [paɾˈladɔ]                                                                                                  | parlat [paɾˈlat] parlada [paɾˈlaðɔ]                                                                                               | parlat [paɾˈla] parlada [paɾˈladɔ]                                                                                                  | parlat [paɾˈlat], [pɔr'la] parlada [paɾˈlaðɔ], [pɔr'laðɔ] | parlat [paɾˈla] parlada [paɾˈladɔ] | parlat [paɾˈlat] parlada [paɾˈlada]                                                                                                   | parlat parlada |
| Participe présent | | | | | | | |
| parlant [paɾˈlant] | parlant [paɾˈlan] | parlant [paɾˈlan] | parlant [paɾˈlan] | parlant [paɾˈlant], parlent [parlen] | parlant [paɾˈlant] | parlant [paɾˈlant] | parlan [paɾˈlan] |
| Impératif | | | | | | | |
| parla! [ˈpaɾlɔ] parlem! [paɾˈlen] parlatz! [paɾˈlas]                                                                                      | parla! [ˈpaɾlɔ] parlassiam! [paɾlaˈsjan] parlatz! [paɾˈla]                                                                          | parla! [ˈpaɾlɔ] parlem! [paɾˈlem] parlatz! [paɾˈlats]                                                                             | parla! [ˈpaɾlɔ] parlem! [paɾˈlen] parlatz! [paɾˈla]                                                                                 | parla! [ˈpaɾlɔ] parlem! [paɾˈlen] parlatz! [paɾˈlats], [pɔr'la] | parla! [ˈpaɾlɔ] parlem! [paɾˈlen] parlatz! [paɾˈlas]                                                                                     | parla! [ˈpaɾla] parlem! [paɾˈlen] parlatz! [paɾˈlas]                                                                                  | parla! [ˈpaɾla] parlem! [paɾˈlem] parlatz! [paɾˈlats]                                                                                   |
| Présent de l'indicatif | | | | | | | |
| parlo [ˈpaɾlu] parles [ˈpaɾles] parla [ˈpaɾlɔ] parlèm [paɾˈlɛn] parlètz [paɾˈlɛs] parlan [ˈpaɾlɔn]                                        | parle [ˈpaɾle] parles [ˈpaɾle] parla [ˈpaɾlɔ] parlam [paɾˈlan] parlatz [paɾˈla] parlon [ˈpaɾlu]                                     | parli [ˈpaɾli] parlas [ˈpaɾlɔs] parla [ˈpaɾlɔ] parlam [paɾˈlam] parlatz [paɾˈlats] parlan [ˈpaɾlɔn]                               | parle [ˈpaɾle] parlas [ˈpaɾla] parla [ˈpaɾlɔ] parlam [paɾˈlan] parlatz [paɾˈla] parlan [ˈpaɾlɔ]                                     | parli [ˈpaɾli] parlas [ˈpaɾlɔs] parla [ˈpaɾlɔ] parlam [paɾˈlan], parlèm [pɔr'lɛn] parlatz [paɾˈlats] parlan [ˈpaɾlɔn], parlon ['parlu] | parle [ˈpaɾle] parles [ˈpaɾles] parla [ˈpaɾlɔ] parlam [paɾˈlan] parlatz [paɾˈlas] parlan [ˈpaɾlu]                                        | parli [ˈpaɾli] parles [ˈpaɾles] parla [ˈpaɾla] parlam [paɾˈlan] parlatz [paɾˈlas] parlan [ˈpaɾlu]                                     | parli [ˈpaɾli] parlas [ˈpaɾlas] parla [ˈpaɾla] parlam [paɾˈlam] parlatz [paɾˈlats] parlan [ˈpaɾlan]                                     |
| Imparfait de l'indicatif | | | | | | | |
| parlavo [paɾˈlavu] parlaves [paɾˈlaves] parlava [paɾˈlavɔ] parlaviam [paɾlaˈvjan] parlaviatz [paɾlaˈvjas] parlavan [paɾˈlavɔn]            | parlave [paɾˈlave] parlaves [paɾˈlave] parlava [paɾˈlavɔ] parlaviam [paɾlaˈvjan] parlaviatz [paɾlaˈvja] parlavon [paɾˈlavu]         | parlavi [paɾˈlawi] parlavas [paɾˈlawɔs] parlava [paɾˈlawɔ] parlàvam [paɾˈlawɔm] parlàvatz [paɾˈlawɔts] parlavan [paɾˈlawɔn]       | parlava [paɾˈlavɔ] parlavas [paɾˈlava] parlava [paɾˈlavɔ] parlàvam [paɾˈlavan] parlàvatz [paɾˈlava] parlavan [paɾˈlavɔn]            | parlavi [paɾˈlaβi], [pɔɾˈlaβi] parlavas [paɾˈlaβɔs], parlaves [pɔɾˈlaβe] parlava [paɾˈlaβɔ], [pɔɾˈlaβɔ] parlàvem [paɾˈlaβen], parlaviam [pɔɾˈlaβjɔn] parlàvetz [pɔɾˈlaβets], parlaviatz [pɔɾlɔβja] parlavan [paɾlaβɔn], parlavon [pɔɾˈlaβu] | parlave [paɾˈlave] parlaves [paɾˈlaves] parlava [paɾˈlavɔ] parlaviam [paɾlaˈvjan] parlaviatz [paɾlaˈvjas] parlavan [paɾˈlavu]            | parlavi [paɾˈlavi] parlaves [paɾˈlaves] parlava [paɾˈlava] parlavam [paɾlaˈvan] parlavatz [paɾlaˈvas] parlavan [paɾˈlavu]             | parlava [paɾˈlava] parlavas [paɾˈlavas] parlava [paɾˈlava] parlavam [paɾlaˈvam] parlavatz [paɾlaˈvats] parlavan [paɾˈlavan]             |
| Passé simple de l'indicatif | | | | | | | |
| parlèro [paɾˈlɛɾu] parlères [paɾˈlɛɾes] parlèc [paɾˈlɛk] parleriam [paɾleˈɾjan] parleriatz [paɾleˈɾjas] parlèron [paɾˈlɛɾun]              | parlere [paɾˈleɾe] parleres [paɾˈleɾe] parlet [paɾˈlet] parlem [paɾˈlen] parletz [paɾˈle] parleron [paɾˈleɾu]                       | parlèi [paɾˈlɛj] parlès [paɾˈlɛs] parlè [paɾˈlɛ] parlèm [paɾˈlɛm] parlètz [paɾˈlɛts] parlèn [paɾˈlɛn]                             | parlei [paɾˈlej] parleras [paɾˈleɾa] parlet [paɾˈle] parlèram [paɾˈlɛɾɔn] parlèratz [paɾˈlɛɾa] parleran [paɾˈleɾɔ]                  | parlèri [paɾˈlɛɾi] parlères [paɾˈlɛɾes] parlèt [paɾˈlɛt] parlèrem [paɾˈlɛɾen] parlèretz [paɾˈlɛɾets] parlèron [paɾˈlɛɾun] | parlère [paɾˈlɛɾe] parlères [paɾˈlɛɾes] parlèt [paɾˈlɛt] parleriam [paɾleˈɾjan] parleriatz [paɾleˈɾjas] parlèron [paɾˈlɛɾu]              | parlèri [paɾˈlɛɾi] parlères [paɾˈlɛɾes] parlèt [paʀˈlɛt] parleriam [paɾleˈɾjan] parleriatz [paɾleˈɾjas] parlèron [paɾˈlɛɾu]           | parlei [paɾˈlej] parlest [paɾˈlest] parlet [paɾˈlet] parlem [paɾˈlem] parletz [paɾˈlets] parleron [paɾˈleɾun]                           |
| Futur de l'indicatif | | | | | | | |
| parlarai [paɾla'ɾaj] parlarás [paɾla'ɾes] parlará [paɾla'ɾe] parlarem [paɾla'ɾen] parlaretz [paɾla'ɾes] parlarán [paɾla'ɾen]              | parlarai [paɾla'ɾaj] parlarás [paɾla'ɾɔ] parlará [paɾla'ɾɔ] parlarem [paɾla'ɾen] parlaretz [paɾla'ɾe] parlarán [paɾla'ɾɔ]           | parlarèi [paɾla'ɾɛj] parlaràs [paɾla'ɾas] parlarà [paɾla'ɾa] parlaram [paɾla'ɾam] parlaratz [paɾla'ɾats] parlaràn [paɾla'ɾan]     | parlarai [paɾla'ɾaj] parlaràs [paɾla'ɾa] parlará [paɾla'ɾɔ] parlarem [paɾla'ɾen] parlaretz [paɾla'ɾe] parlarán [paɾla'ɾɔ]           | parlarai [paɾla'ɾaj] parlaràs [paɾla'ɾas] parlarà [paɾla'ɾa] parlarem [paɾla'ɾen] parlaretz [paɾla'ɾets] parlaràn [paɾla'ɾan] | parlarai [paɾla'ɾaj] parlaràs [paɾla'ɾas] parlarà [paɾla'ɾa] parlarem [paɾla'ɾen] parlaretz [paɾla'ɾes] parlaràn [paɾla'ɾan]             | parlerai [paɾle'ɾaj] parleràs [paɾle'ɾas] parlerà [paɾle'ɾa] parlerem [paɾle'ɾen] parleretz [paɾle'ɾes] parleràn [paɾle'ɾan]          | parlarai [paɾla'ɾaj] parlaràs [paɾla'ɾas] parlarà [paɾla'ɾa] parlarem [paɾla'ɾem] parlaretz [paɾla'ɾets] parlaràn [paɾla'ɾan]           |
| Conditionnel présent | | | | | | | |
| parlariáu [paɾlaˈɾjew] parlariás [paɾlaˈɾjes] parlariá [paɾlaˈɾje] parlariam [paɾlaˈɾjan] parlariatz [paɾlaˈɾjas] parlarián [paɾlaˈɾjen]  | parlariá [paɾlaˈɾjɔ] parlariás [paɾlaˈɾjɔ] parlariá [paɾlaˈɾjɔ] parlariam [paɾlaˈɾjan] parlariatz [paɾlaˈɾja] parlarián [paɾlaˈɾjɔ] | parlarí [paɾlaˈɾi] parlarés [paɾlaˈɾes] parlaré [paɾlaˈɾe] parlarem [paɾlaˈɾem] parlaretz [paɾlaˈɾets] parlarén [paɾlaˈɾen]       | parlariá [paɾlaˈɾjɔ] parlariàs [paɾlaˈɾja] parlariá [paɾlaˈɾjɔ] parlariam [paɾlaˈɾjan] parlariatz [paɾlaˈɾja] parlarián [paɾlaˈɾjɔ] | parlariái [paɾlaˈɾjɔj] parlariás [paɾlaˈɾjɔs] parlariá [paɾlaˈɾjɔ] parlariam [paɾlaˈɾjan] parlariatz [paɾlaˈɾjats] parlarián [paɾlaˈɾjɔn]                                                                                                   | parlariáu [parlaˈɾjew] parlariás [parlaˈɾjes] parlariá [parlaˈɾje] parlariam [parlaˈɾjan] parlariatz [parlaˈɾjas] parlarián [parlaˈɾjen] | parlerii [paɾleˈɾii] parleries [paɾleˈɾies] parleria [paɾleˈɾia] parleriam [paɾleˈɾian] parleriatz [paɾleˈɾias] parlerian [paɾleˈɾiu] | parlaria [paɾlaˈɾia] parlarias [paɾlaˈɾias] parlaria [paɾlaˈɾia] parlariam [paɾlaˈɾjam] parlariatz [paɾlaˈɾjats] parlarian [paɾlaˈɾian] |
| Subjonctif présent | | | | | | | |
| parlo [ˈpaɾlu] parles [ˈpaɾles] parle [ˈpaɾle] parlem [paɾˈlen] parletz [paɾˈles] parlan [ˈpaɾlɔn]                                        | parle [ˈpaɾle] parles [ˈpaɾle] parle [ˈpaɾle] parlassiam [paɾlaˈsjan] parlassiatz [paɾlaˈsja] parlon [ˈpaɾlu]                       | parli [ˈpaɾli] parles [ˈpaɾles] parle [ˈpaɾle] parlem [paɾˈlem] parletz [paɾˈlets] parlen [ˈpaɾlen]                               | parle [ˈpaɾle] parles [ˈpaɾle] parle [ˈpaɾle] parlem [paɾˈlen] parletz [paɾˈle] parlen [ˈpaɾle]                                     | parle [ˈpaɾle] parles [ˈpaɾles] parle [ˈpaɾle] parlem [paɾˈlen] parletz [paɾˈlets] parlen [ˈpaɾlen] | parle [ˈpaɾle] parles [ˈpaɾles] parle [ˈpaɾle] parlem [paɾˈlen] parletz [paɾˈles] parlan [ˈpaɾlu]                                        | parli [ˈpaɾli] parles [ˈpaɾles] parle [ˈpaɾle] parlem [paɾˈlen] parletz [paɾˈles] parlan [ˈpaɾlu]                                     | parle [ˈpaɾle] parles [ˈpaɾles] parle [ˈpaɾle] parlem [paɾˈlem] parletz [paɾˈlets] parlen [ˈpaɾlen]                                     |
| Subjonctif imparfait | | | | | | | |
| parlèssio [paɾˈlɛsju] parlèssias [paɾˈlɛsis] parlèssia [paɾˈlɛsi] parlessiam [paɾleˈsjan] parlessiatz [paɾleˈsjas] parlèssian [paɾˈlɛsin] | parlesse [paɾˈlese] parlesses [paɾˈlese] parlesse [paɾˈlese] parlessiam [paɾleˈsjan] parlessiatz [paɾleˈsja] parlesson [paɾˈlesu]   | parlèssi [paɾˈlɛsi] parlèsses [paɾˈlɛses] parlèsse [paɾˈlɛse] parlèssem [paɾˈlɛsem] parlèssetz [paɾˈlɛsets] parlèssen [paɾˈlɛsen] | parlèsse [paɾˈlɛse] parlèsses [paɾˈlɛse] parlèsse [paɾˈlɛse] parlèssem [paɾˈlɛsen] parlèssetz [paɾˈlɛse] parlèssen [paɾˈlɛse]       | parlèssi [paɾˈlɛsi] parlèsses [paɾˈlɛses] parlèsse [paɾˈlɛse] parlèssem [paɾˈlɛsen] parlèssetz [paɾˈlɛsets] parlèsson [paɾˈlɛsun] | parlèsse [paɾˈlɛse] parlèsses [paɾˈlɛses] parlèsse [paɾˈlɛse] parlessiam [paɾleˈsjan] parlessiatz [paɾleˈsjas] parlèsson [paɾˈlɛsu]      | parlèssi [paɾˈlɛsi] parlèsses [paɾˈlɛses] parlèsse [paɾˈlɛse] parlessiam [paɾleˈsjan] parlessiatz [paɾleˈsjas] parlèsson [paɾˈlɛsu]   | parlés [paɾˈles] parlesses [paɾˈleses] parlés [paɾˈles] parlessem [paɾleˈsen] parlessetz [paɾleˈsets] parlessen [paɾˈlesen]             |
| Futur antérieur | | | | | | | |
| | | parlèri [paɾˈlɛɾi] parlères [paɾˈlɛɾes] parlère [paɾˈlɛɾe] parlèrem [paɾˈlɛɾem] parlèretz [paɾˈlɛɾets] parlèren [paɾˈlɛɾen]       | | | | | |

## Deuxième groupe (verbes en -IR)
C'est le deuxième plus grand groupe. Quelques exemples :  finir (achever, finir), partir (partir), fugir (fuir) et morir (mourir). Même si les trois derniers font fug et mòr à la troisième personne du singulier du présent de l'indicatif, ils peuvent aussi se décliner avec   
-iss- (l'inchoactif), et donc faire : partís, fugís et morís.

### Les verbes avec une seule terminaison:sentir("sentir", "ressentir")
| Vivaro-alpin | Auvergnat | Gascon | Limousin | Languedocien | Provençal | Niçois | Ancien occitan |
| Infinitif | Infinitif | Infinitif | Infinitif | Infinitif | Infinitif | Infinitif | Infinitif |
| --- | --- | --- | --- | --- | --- | --- | --- |
| sentir [senˈtiɾ] | sentir [senˈti] | sentir [senˈti] | sentir [senˈti] | sentir [senˈti] | sentir [senˈti] | sentir [senˈti] | sentir [senˈtiɾ] |
| Participe passé | | | | | | | |
| sentit [senˈti] sentia [senˈtiɔ] | sentit [senˈti] sentida [senˈtidɔ] | sentit [senˈtit] sentida [senˈtiðɔ]                                                                                               | sentit [senˈti] sentida [senˈtidɔ]                                                                                                  | sentit [senˈtit] sentida [senˈtiðɔ] | sentit [senˈti] sentida [senˈtidɔ] | sentit [senˈtit] sentida [senˈtida] | sentit [senˈtit] sentida [senˈtida] |
| Participe présent | | | | | | | |
| sentent [senˈtent] | sentent [senˈten] | sentint [senˈtint] | sentent [senˈten] | sentent [senˈtent] | sentent [senˈtent] | sentent [senˈtent] | senten [senˈten] |
| Impératif | | | | | | | |
| sente! [ˈsente] sentem! [senˈten] sentètz! [senˈtɛs]                                                                                      | sent! [sen] sentiguessiam! [sentigeˈsjan] sentetz! [senˈte] | sent! [sent] sentim! [senˈtim] sentitz! [senˈtits]                                                                                | sent! [sen] sentam! [senˈtan] sentetz! [senˈte]                                                                                     | sent! [sent] sentam! [senˈtan] sentètz! [senˈtɛts] | sente! [ˈsente] sentem! [senˈten] sentètz! [senˈtɛs] | sente! [ˈsente] sentem! [senˈten] sentetz! [senˈtes]                                                                                          | sent! [sent] sentam! [senˈtam] sentetz! [senˈtets]                                                                                      |
| Présent de l'indicatif | | | | | | | |
| sento [ˈsentu] sentes [ˈsentes] sente [ˈsente] sentèm [senˈtɛn] sentètz [senˈtɛs] senton [ˈsentun]                                        | sente [ˈsente] sentes [ˈsente] sent [sent] sentam [senˈtan] sentetz [senˈte] senton [ˈsentu]                                                                    | senti [ˈsenti] sentes [ˈsentes] sent [sent] sentim [senˈtim] sentitz [senˈtits] senten [ˈsenten]                                  | sente [ˈsente] sentes [ˈsentej] sent [sen] sentem [senˈten] sentetz [senˈtej] senten [ˈsente]                                       | senti [ˈsenti] sentes [ˈsentes] sent [sent] sentèm [senˈtɛn] sentètz [senˈtɛts] senton [ˈsentun]                                                                | sente [ˈsente] ou senti [ˈsenti] sentes [ˈsentes] sent [sent] sentèm [senˈtɛn] sentètz [senˈtɛs] senton [ˈsentu]                                                  | senti [ˈsenti] sentes [ˈsentes] sente [ˈsente] sentèm [senˈtɛn] sentètz [senˈtɛs] senton [ˈsentu]                                             | sent [sent] sentz [sents] sent [sent] sentem [senˈtem] sentetz [senˈtets] senton [ˈsentun]                                              |
| Imparfait de l'indicatif | | | | | | | |
| sentiáu [senˈtjew] sentiás [senˈtjes] sentiá [senˈtje] sentiam [senˈtjan] sentiatz [senˈtjas] sentián [senˈtjen]                          | sentiá [senˈtjɔ] sentiàs [senˈtja] sentiá [senˈtjɔ] sentiam [senˈtjan] sentiatz [senˈtja] sentián [senˈtjɔ]                                                     | sentivi [senˈtiwi] sentivas [senˈtiwɔs] sentiva [senˈtiwɔ] sentívam [senˈtiwam] sentívatz [senˈtiwats] sentivan [senˈtiwɔn]       | sentiá [senˈtjɔ] sentiàs [senˈtja] sentiá [senˈtjɔ] sentiam [senˈtjan] sentiatz [senˈtja] sentián [senˈtjɔ]                         | sentiái [senˈtjɔj] sentiás [senˈtjɔs] sentiá [senˈtjɔ] sentiam [senˈtjan] sentiatz [senˈtjats] sentián [senˈtjɔn]                                               | sentiáu [senˈtjew] sentiás [senˈtjes] sentiá [senˈtje] sentiam [senˈtjan] sentiatz [senˈtjas] sentián [senˈtjen]                                                  | sentii [senˈtii] senties [senˈties] sentia [senˈtia] sentiavam [sentjaˈvan] sentiavatz [sentjaˈvas] sentian [senˈtiu]                         | sentia [senˈtia] sentias [senˈtias] sentia [senˈtia] sentiam [senˈtjam] sentiatz [senˈtjats] sentian [senˈtian]                         |
| Passé simple de l'indicatif | | | | | | | |
| sentèro [senˈtɛɾu] sentères [senˈtɛɾes] sentèc [senˈtɛk] senteriam [senteˈɾjan] senteriatz [senteˈɾias] sentèron [senˈtɛɾun]              | sentiguere [sentiˈgeɾe] sentigueres [sentiˈgeɾe] sentiguet [sentiˈget] sentiguem [sentiˈgen] sentiguetz [sentiˈge] sentigueron [sentiˈgeɾu]                     | sentii [senˈtiji] sentís [senˈtis] sentí [senˈti] sentim [senˈtim] sentitz [senˈtits] sentín [senˈtin]                            | sentei [senˈtej] senteras [senˈteɾa] sentet [senˈte] sentèram [senˈtɛɾan] sentèratz [senˈtɛɾa] senteran [senˈteɾɔ]                  | sentiguèri [sentiˈgɛɾi] sentiguères [sentiˈgɛɾes] sentiguèt [sentiˈgɛt] sentiguèrem [sentiˈgɛɾen] sentiguèretz [sentiˈgɛɾets] sentiguèron [sentiˈgɛɾun]         | sentiguère [sentiˈgɛɾe] sentiguères [sentiˈgɛɾes] sentiguèt [sentiˈgɛt] sentigueriam [sentigeˈɾjan] sentigueriatz [sentigeˈɾias] sentiguèron [sentiˈgɛɾu]         | sentèri [senˈtɛɾi] sentères [senˈtɛɾes] sentèt [senˈtɛt] senteriam [senteˈɾjan] senteriatz [senteˈɾjas] sentèron [senˈtɛɾu]                   | sentí [senˈti] sentist [senˈtist] sentit [senˈtit] sentim [senˈtim] sentitz [senˈtits] sentiron [senˈtiɾun]                             |
| Futur de l'indicatif | | | | | | | |
| sentirai [senti'ɾaj] sentirás [senti'ɾes] sentirá [senti'ɾe] sentirem [senti'ɾen] sentiretz [senti'ɾes] sentirán [senti'ɾen]              | sentirai [senti'ɾaj] sentiràs [senti'ɾa] sentirà [senti'ɾɔ] sentirem [senti'ɾen] sentiretz [senti'ɾe] sentirán [senti'ɾɔ]                                       | sentirèi [senti'ɾɛj] sentiràs [senti'ɾas] sentirà [senti'ɾa] sentiram [senti'ɾam] sentiratz [senti'ɾats] sentiràn [senti'ɾan]     | sentirai [senti'ɾaj] sentiràs [senti'ɾa] sentirá [senti'ɾɔ] sentirem [senti'ɾen] sentiretz [senti'ɾe] sentirán [senti'ɾɔ]           | sentirai [senti'ɾaj] sentiràs [senti'ɾas] sentirà [senti'ɾa] sentirem [senti'ɾen] sentiretz [senti'ɾets] sentiràn [senti'ɾan]                                   | sentirai [senti'ɾaj] sentiràs [senti'ɾas] sentirà [senti'ɾa] sentirem [senti'ɾen] sentiretz [senti'ɾes] sentiràn [senti'ɾan]                                      | senterai [sente'ɾaj] senteràs [sente'ɾas] senterà [sente'ɾa] senterem [sente'ɾen] senteretz [sente'ɾes] senteràn [sente'ɾan]                  | sentirai [senti'ɾaj] sentiràs [senti'ɾas] sentirà [senti'ɾa] sentiram [senti'ɾam] sentiratz [senti'ɾats] sentiràn [senti'ɾan]           |
| Conditionnel présent | | | | | | | |
| sentiriáu [sentiˈɾjew] sentiriás [sentiˈɾjes] sentiriá [sentiˈɾje] sentiriam [sentiˈɾjan] sentiriatz [sentiˈɾjas] sentirián [sentiˈɾjen]  | sentiriá [sentiˈɾjɔ] sentiriás [sentiˈɾjɔ] sentiriá [sentiˈɾjɔ] sentiriam [sentiˈɾjan] sentiriatz [sentiˈɾja] sentirián [sentiˈɾjɔ]                             | sentirí [sentiˈɾi] sentirés [sentiˈɾes] sentiré [sentiˈɾe] sentirem [sentiˈɾem] sentiretz [sentiˈɾets] sentirén [sentiˈɾen]       | sentiriá [sentiˈɾjɔ] sentiriàs [sentiˈɾja] sentiriá [sentiˈɾjɔ] sentiriam [sentiˈɾjan] sentiriatz [sentiˈɾja] sentirián [sentiˈɾjɔ] | sentiriái [sentiˈɾjɔj] sentiriás [sentiˈɾjɔs] sentiriá [sentiˈɾjɔ] sentiriam [sentiˈɾjan] sentiriatz [sentiˈɾjats] sentirián [sentiˈɾjɔn]                       | sentiriáu [sentiˈɾjew] sentiriás [sentiˈɾjes] sentiriá [sentiˈɾje] sentiriam [sentiˈɾjan] sentiriatz [sentiˈɾjas] sentirián [sentiˈɾjen]                          | senterii [senteˈɾii] senteries [senteˈɾies] senteria [senteˈɾia] senteriavam [senterjaˈvan] senteriavatz [senterjaˈvas] senterian [senteˈɾiu] | sentiria [sentiˈɾia] sentirias [sentiˈɾias] sentiria [sentiˈɾia] sentiriam [sentiˈɾjam] sentiriatz [sentiˈɾjats] sentirian [sentiˈɾian] |
| Subjonctif présent | | | | | | | |
| sèntio [ˈsɛntju] sèntias [ˈsɛntis] sèntia [ˈsɛnti] sentiam [senˈtjan] sentiatz [senˈtjas] sèntian [ˈsɛntin]                               | séntie [ˈsentje] sénties [ˈsentje] séntie [ˈsentje] sentiguessiam [sentigeˈsjan] sentiguessiatz [sentigeˈsja] séntion [ˈsentju]                                 | sénti [ˈsenti] sentias [ˈsentjɔs] sentia [ˈsentjɔ] sentiam [senˈtjam] sentiatz [senˈtjats] sentian [ˈsentjɔn]                     | senta [ˈsentɔ] sentas [ˈsenta] senta [ˈsentɔ] sentam [senˈtan] sentatz [senˈta] sentan [ˈsentɔ]                                     | senta [ˈsentɔ] sentas [ˈsentɔs] senta [ˈsentɔ] sentam [senˈtan] sentatz [senˈtats] sentan [ˈsentɔn]                                                             | sente [ˈsente] sentes [ˈsentes] sente [ˈsente] sentem [senˈten] sentetz [senˈtes] sentan [ˈsentu]                                                                 | senti [ˈsenti] sentes [ˈsentes] sente [ˈsente] sentem [senˈten] sentetz [senˈtes] sentan [ˈsentu]                                             | senta [ˈsenta] sentas [ˈsentas] senta [ˈsenta] sentam [senˈtam] sentatz [senˈtats] sentan [ˈsentan]                                     |
| Subjonctif impafait | | | | | | | |
| sentèssio [senˈtɛsju] sentèssias [senˈtɛsis] sentèssia [senˈtɛsi] sentessiam [senteˈsjan] sentessiatz [senteˈsjas] sentèssian [senˈtɛsin] | sentiguesse [sentiˈgese] sentiguesses [sentiˈgese] sentiguesse [sentiˈgese] sentiguessiam [sentigeˈsjan] sentiguessiatz [sentigeˈsja] sentiguesson [sentiˈgesu] | sentissi [senˈtisi] sentisses [senˈtises] sentisse [senˈtise] sentíssem [senˈtisem] sentíssetz [senˈtisets] sentissen [senˈtisen] | sentèsse [senˈtɛse] sentèsses [senˈtɛse] sentèsse [senˈtɛse] sentèssem [senˈtɛsen] sentèssetz [senˈtɛse] sentèssen [senˈtɛse]       | sentiguèssi [sentiˈgɛsi] sentiguèsses [sentiˈgɛses] sentiguèsse [sentiˈgɛse] sentiguèssem [sentiˈgɛsen] sentiguèssetz [sentiˈgɛsets] sentiguèsson [sentiˈgɛsun] | sentiguèsse [sentiˈgɛse] sentiguèsses [sentiˈgɛses] sentiguèsse [sentiˈgɛse] sentiguessiam [sentigeˈsjan] sentiguessiatz [sentigeˈsjas] sentiguèsson [sentiˈgɛsu] | sentessi [senˈtɛsi] sentèsses [senˈtɛses] sentèsse [senˈtɛse] sentessiam [senteˈsjan] sentessiatz [senteˈsjas] sentèsson [senˈtɛsu]           | sentís [senˈtis] sentisses [senˈtises] sentís [senˈtis] sentissem [sentiˈsem] sentissetz [sentiˈsets] sentissen [senˈtisen]             |
| Futur antérieur | | | | | | | |
| | | sentiri [senˈtiɾi] sentires [senˈtiɾes] sentire [senˈtiɾe] sentírem [senˈtiɾem] sentíretz [senˈtiɾets] sentiren [senˈtiɾen]       | | | | | |

### Les verbes avec deux terminaisons:bastir("construire")
Ces verbes ont un radical (comme bast-) et une terminaisons supplémentaire (bastiss-), dans lequel  -iss- est dérivé de l'inchoactif latin (-esc).
| Vivaro-alpin | Auvergnat | Gascon | Limousin | Languedocien | Provençal | Niçois | Ancien occitan |
| Infinitif | Infinitif | Infinitif | Infinitif | Infinitif | Infinitif | Infinitif | Infinitif |
| --- | --- | --- | --- | --- | --- | --- | --- |
| bastir [basˈtiɾ] | bastir [basˈti] | bastir [basˈti] | bastir [basˈti] | bastir [basˈti] | bastir [basˈti] | bastir [basˈti] | bastir [basˈtiɾ] |
| Participe passé | | | | | | | |
| bastit [basˈti] bastia [basˈtiɔ] | bastit [basˈti] bastida [basˈtidɔ] | bastit [basˈtit] bastida [basˈtiðɔ] | bastit [ba:ˈti] bastida [ba:ˈtidɔ] | bastit [basˈtit] bastida [basˈtiðɔ] | bastit [basˈti] bastida [basˈtidɔ] | bastit [basˈtit] bastida [basˈtida] | bastit [basˈtit] bastida [basˈtida] |
| Participe présent | | | | | | | |
| bastissent [bastiˈsent] | bastissent [bastiˈsen] | bastint [basˈtint] | bastissent [ba:tiˈsen] | bastissent [bastiˈsent] | bastissent [bastiˈsent] | bastissent [bastiˈsent] | bastissen [bastiˈsen] |
| Impératif | | | | | | | |
| bastís! [basˈtis] bastissèm! [bastiˈsɛn] bastissètz! [bastiˈsɛs] | bastís! [basˈti] bastiguessiam! [bastigeˈsjan] bastissetz! [bastiˈse]                                                                                           | basteish! [basˈteʃ] bastim! [basˈtim] bastitz! [basˈtits]                                                                                | bastís! [ba:ˈti] bastissam! [ba:tiˈsan] bastissetz! [ba:tiˈse]                                                                                              | bastís! [basˈtis] bastiscam! [bastisˈkan] bastissètz! [bastiˈsɛts]                                                                                              | bastisse! [basˈtise] bastissèm! [bastiˈsɛn] bastissètz! [bastiˈsɛs]                                                                                               | bastisse! [basˈtise] bastissem! [bastiˈsen] bastissetz! [bastiˈses] | bastís! [basˈtis] bastiscam! [bastisˈkam] bastetz! [basˈtets]                                                                           |
| Présent de l'indicatif | | | | | | | |
| bastisso [basˈtisu] bastisses [basˈtises] bastís [basˈtis] bastissèm [basˈtisɛn] bastissètz [bastiˈsɛs] bastisson [basˈtisun]                                             | bastisse [basˈtise] bastisses [basˈtise] bastís [basˈtis] bastissam [basˈtisan] bastissetz [bastiˈse] bastisson [basˈtisu]                                      | basteishi [basˈteʃi] basteishes [basˈteʃes] basteish [basˈteʃ] basteishem [basteˈʃem] basteishetz [basteˈʃets] basteishen [basˈteʃen]    | bastisse [ba:ˈtise] bastisses [ba:ˈtisej] bastís [ba:ˈti] bastissem [ba:tiˈsen] bastissetz [ba:tiˈsej] bastissen [ba:ˈtise]                                 | bastissi [basˈtisi] bastisses [basˈtises] bastís [basˈtis] bastissèm [bastiˈsɛn] bastissètz [basti'sɛts] bastisson [basˈtisun]                                  | bastisse [basˈtise] bastisses [basˈtises] bastís [basˈtis] bastissèm [basˈtisɛn] bastissètz [basti'sɛs] bastisson [basˈtisu]                                      | bastissi [basˈtisi] bastisses [basˈtises] bastisse [basˈtise] bastissèm [basˈtisɛn] bastissètz [basti'sɛs] bastisson [basˈtisu]                                             | bastisc [basˈtisk] bastisses [basˈtises] bastís [basˈtis] bastem [basˈten] bastetz [bas'tets] bastiscon [basˈtiskun]                    |
| Imparfait de l'indicatif | | | | | | | |
| bastissiáu [bastiˈsjew] bastissiás [bastiˈsjes] bastissiá [bastiˈsje] bastissiam [bastiˈsjan] bastissiatz [bastiˈsjas] bastissián [bastiˈsjen]                            | bastissiá [bastiˈsjɔ] bastissiàs [bastiˈsja] bastissiá [bastiˈsjɔ] bastissiam [bastiˈsjan] bastissiatz [bastiˈsja] bastissián [bastiˈsjɔ]                       | bastivi [basˈtiwi] bastivas [basˈtiwɔs] bastiva [basˈtiwɔ] bastívam [basˈtiwam] bastívatz [basˈtiwats] bastivan [basˈtiwɔn]              | bastissiá [ba:tiˈsjɔ] bastissiàs [ba:tiˈsja] bastissiá [ba:tiˈsjɔ] bastissiam [ba:tiˈsjan] bastissiatz [ba:tiˈsja] bastissián [ba:tiˈsjɔ]                   | bastissiái [bastiˈsjɔj] bastissiás [bastiˈsjɔs] bastissiá [bastiˈsjɔ] bastissiam [bastiˈsjan] bastissiatz [bastiˈsjats] bastissián [bastiˈsjɔn]                 | bastissiáu [bastiˈsjew] bastissiás [bastiˈsjes] bastissiá [bastiˈsje] bastissiam [bastiˈsjan] bastissiatz [bastiˈsjas] bastissián [bastiˈsjen]                    | bastissii [bastiˈsii] bastissies [bastiˈsies] bastissia [bastiˈsia] bastissiavam [bastisjaˈvan] bastissiavatz [bastisjaˈvas] bastissian [bastiˈsiu]                         | bastia [basˈtia] bastias [basˈtias] bastia [basˈtia] bastiam [basˈtjam] bastiatz [basˈtjats] bastian [basˈtian]                         |
| Passé simple de l'indicatif | | | | | | | |
| bastissèro [bastiˈsɛɾu] bastissères [bastiˈsɛɾes] bastissèc [bastiˈsɛk] bastisseriam [bastiseˈɾjan] bastisseriatz [bastiseˈɾias] bastissèron [bastiˈsɛɾun]                | bastiguere [bastiˈgeɾe] bastigueres [bastiˈgeɾe] bastiguet [bastiˈget] bastiguem [bastiˈgen] bastiguetz [bastiˈge] bastigueron [bastiˈgeɾu]                     | bastii [basˈtiji] bastís [basˈtis] bastí [basˈti] bastim [basˈtim] bastitz [basˈtits] bastín [basˈtin]                                   | bastiguei [ba:tiˈgej] bastigueras [ba:tiˈgeɾa] bastiguet [ba:tiˈge] bastiguèram [ba:tiˈgɛɾan] bastiguèratz [ba:tiˈgɛɾa] bastigueran [ba:tiˈgeɾɔ]            | bastiguèri [bastiˈɣɛɾi] bastiguères [bastiˈɣɛɾes] bastiguèt [bastiˈɣɛt] bastiguèrem [bastiˈɣɛɾen] bastiguèretz [bastiˈɣɛɾets] bastiguèron [bastiˈɣɛɾun]         | bastiguère [bastiˈgɛɾe] bastiguères [bastiˈgɛɾes] bastiguèt [bastiˈgɛt] bastigueriam [bastigeˈɾjan] bastigueriatz [bastigeˈɾias] bastiguèron [bastiˈgɛɾu]         | bastissèri [bastiˈsɛɾi] bastissères [bastiˈsɛɾes] bastissèt [bastiˈsɛt] bastisseriam [bastiseˈɾjan] bastisseriatz [bastiseˈɾjas] bastissèron [bastiˈsɛɾu]                   | bastí [basˈti] bastist [basˈtist] bastit [basˈtit] bastim [basˈtim] bastitz [basˈtits] bastiron [basˈtiɾun]                             |
| Futur de l'indicatif | | | | | | | |
| bastirai [basti'ɾaj] bastirás [basti'ɾes] bastirá [basti'ɾe] bastirem [basti'ɾen] bastiretz [basti'ɾes] bastirán [basti'ɾen]                                              | bastirai [basti'ɾaj] bastiràs [basti'ɾa] bastirà [basti'ɾɔ] bastirem [basti'ɾen] bastiretz [basti'ɾe] bastirán [basti'ɾɔ]                                       | bastirèi [basti'ɾɛj] bastiràs [basti'ɾas] bastirà [basti'ɾa] bastiram [basti'ɾam] bastiratz [basti'ɾats] bastiràn [basti'ɾan]            | bastirai [ba:ti'ɾaj] bastiràs [ba:ti'ɾa] bastirá [ba:ti'ɾɔ] bastirem [ba:ti'ɾen] bastiretz [ba:ti'ɾe] bastirán [ba:ti'ɾɔ]                                   | bastirai [basti'ɾaj] bastiràs [basti'ɾas] bastirà [basti'ɾa] bastirem [basti'ɾen] bastiretz [basti'ɾets] bastiràn [basti'ɾan]                                   | bastirai [basti'ɾaj] bastiràs [basti'ɾas] bastirà [basti'ɾa] bastirem [basti'ɾen] bastiretz [basti'ɾes] bastiràn [basti'ɾan]                                      | bastisserai [bastise'ɾaj] bastisseràs [bastise'ɾas] bastisserà [bastise'ɾa] bastisserem [bastise'ɾen] bastisseretz [bastise'ɾes] bastisseràn [bastise'ɾan]                  | bastirai [basti'ɾaj] bastiràs [basti'ɾas] bastirà [basti'ɾa] bastirem [basti'ɾem] bastiretz [basti'ɾets] bastiràn [basti'ɾan]           |
| Conditionnel | | | | | | | |
| bastiriáu [bastiˈɾjew] bastiriás [bastiˈɾjes] bastiriá [bastiˈɾje] bastiriam [bastiˈɾjan] bastiriatz [bastiˈɾjas] bastirián [bastiˈɾjen]                                  | bastiriá [bastiˈɾjɔ] bastiriás [bastiˈɾjɔ] bastiriá [bastiˈɾjɔ] bastiriam [bastiˈɾjan] bastiriatz [bastiˈɾja] bastirián [bastiˈɾjɔ]                             | bastirí [bastiˈɾi] bastirés [bastiˈɾes] bastiré [bastiˈɾe] bastirem [bastiˈɾem] bastiretz [bastiˈɾets] bastirén [bastiˈɾen]              | bastiriá [ba:tiˈɾjɔ] bastiriàs [ba:tiˈɾja] bastiriá [ba:tiˈɾjɔ] bastiriam [ba:tiˈɾjan] bastiriatz [ba:tiˈɾja] bastirián [ba:tiˈɾjɔ]                         | bastiriái [bastiˈɾjɔj] bastiriás [bastiˈɾjɔs] bastiriá [bastiˈɾjɔ] bastiriam [bastiˈɾjan] bastiriatz [bastiˈɾjats] bastirián [bastiˈɾjɔn]                       | bastiriáu [bastiˈɾjew] bastiriás [bastiˈɾjes] bastiriá [bastiˈɾje] bastiriam [bastiˈɾjan] bastiriatz [bastiˈɾjas] bastirián [bastiˈɾjen]                          | bastisserii [bastiseˈɾii] bastisseries [bastiseˈɾies] bastisseria [bastiseˈɾia] bastisseriavam [bastiserjaˈvan] bastisseriavatz [bastiserjaˈvas] bastisserian [bastiseˈɾiu] | bastiria [bastiˈɾia] bastirias [bastiˈɾias] bastiria [bastiˈɾia] bastiriam [bastiˈɾjam] bastiriatz [bastiˈɾjats] bastirian [bastiˈɾian] |
| Subjonctif présent | | | | | | | |
| bastíssio [basˈtisju] bastíssias [basˈtisis] bastíssia [basˈtisi] bastissiam [bastiˈsjan] bastissiatz [bastiˈsjas] bastíssian [basˈtisin]                                 | bastíssie [basˈtisje] bastíssies [basˈtisje] bastíssie [basˈtisje] bastiguessiam [bastigeˈsjan] bastiguessiatz [bastigeˈsja] bastíssion [basˈtisju]             | bastesqui [basˈteski] bastescas [basˈteskɔs] bastesca [basˈteskɔ] bastescam [bastesˈkam] bastescatz [bastesˈkats] bastescan [basˈteskɔn] | bastissa [ba:ˈtisɔ] bastissas [ba:ˈtisa] bastissa [ba:ˈtisɔ] bastissam [ba:tiˈsan] bastissatz [ba:tiˈsa] bastissan [ba:ˈtisɔ]                               | bastisca [basˈtiskɔ] bastiscas [basˈtiskɔs] bastisca [basˈtiskɔ] bastiscam [bastisˈkan] bastiscatz [bastisˈkats] bastiscan [basˈtiskɔn]                         | bastigue [basˈtige] bastigues [basˈtiges] bastigue [basˈtige] bastiguem [bastiˈgen] bastiguetz [bastiˈges] bastigan [basˈtigu]                                    | bastissi [basˈtisi] bastisses [basˈtises] bastisse [basˈtise] bastissem [basˈtisen] bastissetz [basti'ses] bastisson [basˈtisu]                                             | bastisca [basˈtiska] bastiscas [basˈtiskas] bastisca [basˈtiska] bastam [basˈtam] bastatz [basˈtats] bastiscan [basˈtiskan]             |
| Subjonctif passé | | | | | | | |
| bastissèssio [bastiˈsɛsju] bastissèssias [bastiˈsɛsis] bastissèssia [bastiˈsɛsi] bastissessiam [bastisseˈsjan] bastissessiatz [bastisseˈsjas] bastissèssian [bastiˈsɛsin] | bastiguesse [bastiˈgese] bastiguesses [bastiˈgese] bastiguesse [bastiˈgese] bastiguessiam [bastigeˈsjan] bastiguessiatz [bastigeˈsja] bastiguesson [bastiˈgesu] | bastissi [basˈtisi] bastisses [basˈtises] bastisse [basˈtise] bastíssem [basˈtisem] bastíssetz [basˈtisets] bastissen [basˈtisen]        | bastiguèsse [ba:tiˈgɛse] bastiguèsses [ba:tiˈgɛse] bastiguèsse [ba:tiˈgɛse] bastiguèssem [ba:tiˈgɛsen] bastiguèssetz [ba:tiˈgɛse] bastiguèssen [ba:tiˈgɛse] | bastiguèssi [bastiˈgɛsi] bastiguèsses [bastiˈgɛses] bastiguèsse [bastiˈgɛse] bastiguèssem [bastiˈgɛsen] bastiguèssetz [bastiˈgɛsets] bastiguèsson [bastiˈgɛsun] | bastiguèsse [bastiˈgɛse] bastiguèsses [bastiˈgɛses] bastiguèsse [bastiˈgɛse] bastiguessiam [bastigeˈsjan] bastiguessiatz [bastigeˈsjas] bastiguèsson [bastiˈgɛsu] | bastissèssi [bastiˈsɛsi] bastissèsses [bastiˈsɛses] bastissèsse [bastiˈsɛse] bastissessiam [bastiseˈsjan] bastissessiatz [bastiseˈsjas] bastissèsson [bastiˈsɛsu]           | bastís [basˈtis] bastisses [basˈtises] bastís [basˈtis] bastissem [bastiˈsem] bastissetz [bastiˈsets] bastissen [basˈtisen]             |
| Futur antérieur | | | | | | | |
| | | bastiri [basˈtiɾi] bastires [basˈtiɾes] bastire [basˈtiɾe] bastírem [basˈtiɾem] bastíretz [basˈtiɾets] bastiren [basˈtiɾen]              | | | | | |

## Troisième groupe (verbes en -RE )
La lettre immédiatement avant le -RE est toujours une consonne. Quelques exemples : pèrdre (perdre), recebre (recevoir), medre (moissonner) et sègre (suivre). Si la consonne est un b ou un g, à la troisième personne du singulier du présent de l'indicatif, elle changera en p ou c. Ainsi, recebre et sègre donneront recep et sèc et pèrdre et medre deviendront pèrd et med.

### Batre("battre")
| Vivaro-alpin | Auvergnat | Gascon | Limousin | Languedocien | Provençal | Niçois | Ancien occitan                                                                                                  |
| Infinitif | Infinitif | Infinitif | Infinitif | Infinitif | Infinitif | Infinitif | Infinitif |
| --- | --- | --- | --- | --- | --- | --- | --- |
| batre [ˈbatɾe] | batre [ˈbatɾe] | bàter [ˈbate] | batre [ˈbatɾe] | batre [ˈbatɾe] | batre [ˈbatɾe] | batre [ˈbatʀe] | batre [ˈbatɾe]                                                                                                  |
| Participe passé | | | | | | | |
| batut [baˈty] batua [baˈtyɔ]                                                                                                  | batut [baˈty] batuda [baˈtydɔ] | batut [baˈtyt] batuda [baˈtyðɔ]                                                                                       | batut [baˈty] batuda [baˈtydɔ]                                                                                    | batut [baˈtyt] batuda [baˈtyðɔ]                                                                                       | batut [baˈty] batuda [baˈtydɔ] | batut [baˈtyt] batuda [baˈtyda]                                                                                                   | batut [baˈtyt] batuda [baˈtyda]                                                                                 |
| Participe présent | | | | | | | |
| batent [baˈtent] | batent [baˈten] | batent [baˈtent] | batent [baˈten]                                                                                                   | batent [baˈtent] | batent [baˈtent] | batent [baˈtent] | baten [baˈten]                                                                                                  |
| Impératif | | | | | | | |
| bate! [ˈbate] batem! [baˈten] batètz! [baˈtɛs]                                                                                | bat! [bat] bateguessiam! [bategeˈsjan] batetz! [baˈte]                                                                                              | bat! [bat] batiam! [baˈtjam] batetz! [baˈtets]                                                                        | bat! [ba] batam! [baˈtan] batetz! [baˈte]                                                                         | bat! [bat] batam! [baˈtan] batètz! [baˈtɛts]                                                                          | bate! [ˈbate] batem! [baˈten] batètz! [baˈtɛs] | bate! [ˈbate] batem! [baˈten] batetz! [baˈtes]                                                                                    | bat! [bat] batam! [baˈtam] batetz! [baˈtets]                                                                    |
| Présent de l'indicatif | | | | | | | |
| bato [ˈbatu] bates [ˈbates] bate [ˈbate] batèm [baˈtɛn] batètz [baˈtɛs] baton [ˈbatun]                                        | bate [ˈbate] bates [ˈbate] bat [bat] batam [baˈtan] batetz [baˈte] baton [ˈbatu]                                                                    | bati [ˈbati] bates [ˈbates] bat [bat] batem [baˈtem] batetz [baˈtets] baten [ˈbaten]                                  | bate [ˈbate] bates [ˈbatej] bat [bat] batem [baˈten] batetz [baˈtej] baton [ˈbatu]                                | bati [ˈbati] bates [ˈbates] bat [bat] batèm [baˈtɛn] batètz [baˈtɛts] baton [ˈbatun]                                  | bate [ˈbate] bates [ˈbates] bat [bat] batèm [baˈtɛn] batètz [baˈtɛs] baton [ˈbatu]                                                                    | bati [ˈbati] bates [ˈbates] bate [bate] batèm [baˈtɛn] batètz [baˈtɛs] baton [ˈbatu]                                              | bati [ˈbati] batz [ˈbats] bat [bat] batem [baˈtem] batetz [baˈtets] baton [ˈbatun]                              |
| Imparfait de l'indicatif | | | | | | | |
| batiáu [baˈtjew] batiás [baˈtjes] batiá [baˈtje] batiam [baˈtjan] batiatz [baˈtjas] batián [baˈtjen]                          | batiá [baˈtjɔ] batiàs [baˈtja] batiá [baˈtjɔ] batiam [baˈtjan] batia [baˈtjats] batián [baˈtjɔ]                                                     | batèvi [baˈtɛwi] batèvas [baˈtɛwɔs] batèva [baˈtɛwɔ] batèvam [baˈtɛwam] batèvatz [baˈtɛwats] batèvan [baˈtɛwɔn]       | batiá [baˈtjɔ] batiàs [baˈtja] batiá [baˈtjɔ] batiam [baˈtjan] batiatz [baˈtja] batián [baˈtjɔ]                   | batiái [baˈtjɔj] batiás [baˈtjɔs] batiá [baˈtjɔ] batiam [baˈtjan] batiatz [baˈtjats] batián [baˈtjɔn]                 | batiáu [baˈtjew] batiás [baˈtjes] batiá [baˈtje] batiam [baˈtjan] batiatz [baˈtjas] batián [baˈtjen]                                                  | batii [baˈtii] baties [baˈties] batia [baˈtia] batiavam [batjaˈvan] batiavatz [batjaˈvas] batian [baˈtiu]                         | batia [baˈtia] batias [baˈtias] batia [baˈtia] batiam [baˈtjam] batiatz [baˈtjats] batian [baˈtian]             |
| Passé simple de l'indicatif                                                                                                   | | | | | | | |
| batèro [baˈtɛɾu] batères [baˈtɛɾes] batèc [baˈtɛk] bateriam [bateˈrjan] bateriatz [bateˈrjas] batèron [baˈtɛɾun]              | bateguere [bateˈgere] bategueres [bateˈgeɾe] bateguet [bateˈget] bateguem [bateˈgen] bateguetz [bateˈge] bategueron [bateˈgeɾu]                     | batoi [baˈtuj] batós [baˈtus] bató [baˈtu] batom [baˈtum] batotz [baˈtuts] batón [baˈtun]                             | batei [baˈtej] bateras [baˈteɾa] batet [baˈte] batèram [baˈtɛɾan] batèratz [baˈtɛɾa] batèran [baˈtɛɾɔ]            | batèri [baˈtɛɾi] batères [baˈtɛɾes] batèt [baˈtɛt] batèrem [baˈtɛɾen] batèretz [baˈtɛɾets] batèron [baˈtɛɾun]         | bateguère [bateˈgɛɾe] bateguères [bateˈgɛɾes] bateguèt [bateˈgɛt] bategueriam [bategeˈrjan] bategueriatz [bategeˈrjas] bateguèron [bateˈgɛɾu]         | batèri [baˈtɛɾi] batères [baˈtɛɾes] batèt [baˈtɛt] bateriam [bateˈrjan] bateriatz [bateˈrjas] batèron [baˈtɛɾu]                   | batei [baˈtej] batest [baˈtest] batet [baˈtet] batem [baˈtem] batetz [baˈtets] bateron [baˈteɾun]               |
| Futur de l'indicatif | | | | | | | |
| batrai [ba'tɾaj] batrás [ba'tɾes] batrá [ba'tɾe] batrem [ba'tɾen] batretz [ba'tɾes] batrán [ba'tɾen]                          | batrai [ba'tɾaj] batràs [ba'tɾa] batrá [ba'tɾɔ] batrem [ba'tɾen] batretz [ba'tɾe] batrán [ba'tɾɔ]                                                   | baterèi [bate'ɾɛj] bateràs [bate'ɾas] baterà [bate'ɾa] bateram [bate'ɾam] bateratz [bate'ɾats] bateràn [bate'ɾan]     | batrai [ba'tɾaj] batràs [ba'tɾa] batrá [ba'tɾɔ] batrem [ba'tɾen] batretz [ba'tɾe] batrán [ba'tɾɔ]                 | batrai [ba'tɾaj] batràs [ba'tɾas] batrà [ba'tɾa] batrem [ba'tɾen] batretz [ba'tɾets] batràn [ba'tɾan]                 | batrai [ba'tɾaj] batràs [ba'tɾas] batrà [ba'tɾa] batrem [ba'tɾen] batretz [ba'tɾes] batràn [ba'tɾan]                                                  | baterai [ba'teɾaj] bateràs [ba'teɾas] baterà [ba'teɾa] baterem [ba'teɾen] bateretz [ba'teɾes] bateràn [ba'teɾan]                  | batrai [ba'tɾaj] batràs [ba'tɾas] batrà [ba'tɾa] batrem [ba'tɾem] batretz [ba'tɾets] batràn [ba'tɾan]           |
| Conditionnel présent | | | | | | | |
| batriáu [baˈtɾjew] batriás [baˈtɾjes] batriá [baˈtɾje] batriam [baˈtɾjan] batriatz [baˈtɾjas] batrián [baˈtɾjen]              | batriá [baˈtɾjɔ] batriás [baˈtɾjɔ] batriá [baˈtɾjɔ] batriam [baˈtɾjan] batriatz [baˈtɾja] batrián [baˈtɾjɔ]                                         | baterí [bateˈɾi] baterés [bateˈɾes] bateré [bateˈɾe] baterem [bateˈɾem] bateretz [bateˈɾets] baterén [bateˈɾen]       | batriá [baˈtɾjɔ] batriàs [baˈtɾja] batriá [baˈtɾjɔ] batriam [baˈtɾjan] batriatz [baˈtɾja] batrián [baˈtɾjɔ]       | batriái [baˈtɾjɔj] batriás [baˈtɾjɔs] batriá [baˈtɾjɔ] batriam [baˈtɾjan] batriatz [baˈtɾjats] batrián [baˈtɾjɔn]     | batriáu [baˈtɾjew] batriás [baˈtɾjes] batriá [baˈtɾje] batriam [baˈtɾjan] batriatz [baˈtɾjas] batrián [baˈtɾjen]                                      | baterii [baˈteɾii] bateries [bateˈɾies] bateria [bateˈɾia] bateriavam [baterja'van] bateriavatz [baterjaˈvas] baterian [bateˈɾiu] | batria [baˈtɾia] batrias [baˈtɾias] batria [baˈtɾia] batriam [baˈtɾjam] batriatz [baˈtɾjats] batrian [baˈtɾian] |
| Subjonctif présent | | | | | | | |
| bàtio [ˈbatju] bàtias [ˈbatis] bàtia [ˈbati] batiam [baˈtjan] batiatz [baˈtjas] bàtian [ˈbatin]                               | bàtie [ˈbatje] bàties [ˈbatje] bàtie [ˈbatje] bateguessiam [bategeˈsjan] bateguessiatz [bategeˈsja] bàtion [ˈbatju]                                 | bati [ˈbati] bàtias [ˈbatjɔs] bàtia [ˈbatjɔ] batiam [baˈtjam] batiatz [baˈtjats] bàtian [ˈbatjɔn]                     | bata [ˈbatɔ] batas [ˈbata] bata [ˈbatɔ] batam [baˈtan] batatz [baˈta] batan [ˈbatɔ]                               | bata [ˈbatɔ] batas [ˈbatɔs] bata [ˈbatɔ] batam [baˈtan] batatz [baˈtats] batan [ˈbatɔn]                               | bata [ˈbatɔ] batas [ˈbatɔs] bata [ˈbatɔ] batam [baˈtan] batatz [baˈtas] batan [ˈbatu]                                                                 | bati [ˈbati] bates [ˈbates] bate [bate] batem [baˈten] batetz [baˈtes] baton [ˈbatu]                                              | bata [ˈbata] batas [ˈbatas] bata [ˈbata] batam [baˈtam] batatz [baˈtats] batan [ˈbatan]                         |
| Subjonctif imparfait | | | | | | | |
| batèssio [baˈtɛsju] batèssias [baˈtɛsis] batèssia [baˈtɛsi] batessiam [bateˈsjan] batessiatz [bateˈsjas] batèssian [baˈtɛsin] | bateguesse [bateˈgese] bateguesses [bateˈgese] bateguesse [bateˈgese] bateguessiam [bategeˈsjan] bateguessiatz [bategeˈsja] bateguesson [bateˈgesu] | batossi [baˈtusi] batosses [baˈtuses] batosse [baˈtuse] batóssem [baˈtusem] batóssetz [baˈtusets] batossen [baˈtusen] | batèsse [baˈtɛse] batèsses [baˈtɛse] batèsse [baˈtɛse] batèssem [baˈtɛsen] batèssetz [baˈtɛse] batèssen [baˈtɛse] | batèssi [baˈtɛsi] batèsses [baˈtɛses] batèsse [baˈtɛse] batèssem [baˈtɛsen] batèssetz [baˈtɛsets] batèsson [baˈtɛsun] | bateguèsse [bateˈgɛse] bateguèsses [bateˈgɛses] bateguèsse [bateˈgɛse] bateguessiam [bategeˈsjan] bateguessiatz [bategeˈsjas] bateguèsson [bateˈgɛsu] | batèssi [baˈtɛsi] batèsses [baˈtɛses] batèsse [baˈtɛse] batessiam [bateˈsjan] batessiatz [bateˈsjas] batèsson [baˈtɛsu]           | batés [baˈtes] batesses [baˈteses] batés [baˈtes] batessem [bateˈsem] batessetz [bateˈsets] batessen [baˈtesen] |
| Futur antérieur | | | | | | | |
| | | batori [baˈtuɾi] batores [baˈtuɾes] batore [baˈtuɾe] batórem [baˈtuɾem] batóretz [baˈtuɾets] batoren [baˈtuɾen]       | | | | | |

## Les verbes irréguliers

### Èsser(être)
| Vivaro-alpin | Auvergnat | Gascon | Limousin | Languedocien | Provençal | Niçois | Ancien occitan                                                                                      |
| Infinitif | Infinitif | Infinitif | Infinitif | Infinitif | Infinitif | Infinitif | Infinitif                                                                                           |
| --- | --- | --- | --- | --- | --- | --- | --------------------------------------------------------------------------------------------------- |
| èstre [ˈɛtɾe] | èstre [ˈɛjtɾe] | estar [esˈta] | èsser [ˈejse] | èsser [ˈɛse] | èstre [ˈɛstɾe] | èstre [ˈɛstɾe] | esser [ˈeseɾ]                                                                                       |
| Participe passé | | | | | | | |
| estat [esˈta] estaa [esˈtaɔ] | esta [esˈta] estada [esˈtadɔ]                                                                                                | estat [esˈtat] estada [esˈtaðɔ]                                                                                       | estat [ejˈta] estada [ejˈtadɔ]                                                                                          | estat [esˈtat] estada [esˈtaðɔ]                                                                                             | estat [esˈta] estada [esˈtadɔ]                                                                                                | estat [esˈtat] estada [esˈtada] | estat [esˈtat] estada [esˈtada]                                                                     |
| Participe présent | | | | | | | |
| estent [esˈtent] | estant [esˈtan] | estant [esˈtant] | essent [ejˈsen] | essent [eˈsent] | estent [esˈtent] | estent [esˈtent] ou essent [eˈsent] | essen [eˈsen]                                                                                       |
| Impératif | | | | | | | |
| siéies ! [ˈsjejes] sieiem ! [sjeˈjen] sieietz ! [sjeˈjes]                                                                           | siage ! [sjaˈdze] siajam ! [sjaˈdzan] siajatz ! [sjaˈdza]                                                                    | sia ! [ˈsijɔ] siam ! [sjam] siatz ! [sjats]                                                                           | siá ! [sjɔ] siam ! [sjan] siatz ! [sja]                                                                                 | siá ! [sjɔ] siam ! [sjan] siatz ! [sjats]                                                                                   | siegues ! [ˈsjeges] sieguem ! [sjeˈgen] sieguetz ! [sjeˈges]                                                                  | sigues ! [ˈsiges] siguem ! [siˈgen] siguetz ! [siˈges] | sia ! [ˈsia] siam ! [sjam] siatz ! [sjats]                                                          |
| Présent de l'indicatif | | | | | | | |
| siáu [sjew] siás [sjes] es [es] siam [sjan] siatz [sjas] son [sun]                                                                  | sei [sej] siás [sjɔ] es [ej] sem [sen] setz [ses] son [sun]                                                                  | soi [suj] ès [ɛs] ei [ej] èm [ɛm] ètz [ɛts] son [sun]                                                                 | sei [sej] ses [sej] es [ej] sem [sen] setz [sej] son [sun]                                                              | soi [suj] siás [sjɔs] es [es] sèm [sɛn] sètz [sɛts] son [sun]                                                               | siáu [sjew] siás [sjes] es [es] siam [sjan] siatz [sjas] son [sun]                                                            | siáu [sjew] siás [sjes] es [es] siam [sjan] siatz [sjas] son [sun] | soi [suj] est [est] es [es] em [em] etz [ets] son [sun]                                             |
| Imparfait de l'indicatif | | | | | | | |
| èro [ˈɛɾu] ères [ˈɛɾes] èra [ˈɛɾɔ] eriam [eˈɾjan] eriatz [eˈɾjas] èran [ˈɛɾɔn]                                                      | ere [ˈeɾe] eres [ˈeɾe] era [ˈeɾɔ] saiam [saˈjan] saiatz [saˈjas] eron [ˈeɾu]                                                 | èri [ˈɛɾi] èras [ˈɛɾɔs] èra [ˈɛɾɔ] èram [ˈɛɾam] èratz [ˈɛɾats] èran [ˈɛɾɔn]                                           | èra [ˈɛɾɔ] èras [ˈɛɾa] èra [ˈɛɾɔ] eram [eˈɾan] eratz [eˈɾa] èran [ˈɛɾɔ]                                                 | èri [ˈɛɾi] èras [ˈɛɾɔs] èra [ˈɛɾɔ] èrem [ˈɛɾen] èretz [ˈɛɾets] èran [ˈɛɾɔn]                                                 | ère [ˈɛɾe] ères [ˈɛɾes] èra [ˈɛɾɔ] eriam [eˈɾjan] eriatz [eˈɾjas] èran [ˈɛɾu]                                                 | èri [ˈɛɾi] ères [ˈɛɾes] èra [ˈɛɾa] eravam [eɾaˈvan] eravatz [eɾaˈvas] èran [ˈɛɾu] | era [ˈeɾa] eras [ˈeɾas] era [ˈeɾa] eram [eˈɾam] eratz [eˈɾats] eran [ˈeɾan]                         |
| Passé simple de l'indicatif | | | | | | | |
| foguèro [fuˈgɛɾu] foguères [fuˈgɛɾes] foguèc [fuˈgɛk] fogueriam [fugeˈɾjan] fogueriatz [fugeˈɾias] foguèron [fuˈgɛɾun]              | saguere [saˈgeɾe] sagueres [saˈgeɾe] saguet [saˈget] saguem [saˈgen] saguetz [saˈges] sagueron [saˈgeɾu]                     | estoi [esˈtuj] estós [esˈtus] estó [esˈtu] estom [esˈtum] estotz [esˈtuts] estón [esˈtun]                             | fuguei [fyˈgej] fugueras [fyˈgeɾa] fuguet [fyˈge] fuguèram [fyˈgɛɾan] fuguèratz [fyˈgɛɾa] fugueran [fyˈgeɾɔ]            | foguèri [fuˈɣɛɾi] foguères [fuˈɣɛɾes] foguèt [fuˈɣɛt] foguèrem [fuˈɣɛɾen] foguèretz [fuˈɣɛɾets] foguèron [fuˈɣɛɾun]         | fuguère [fyˈgɛɾe] fuguères [fyˈgɛɾes] fuguèt [fyˈgɛt] fugueriam [fygeˈɾjan] fugueriatz [fygeˈɾias] fuguèron [fyˈgɛɾu]         | foguèri [fuˈgɛɾi] / siguèri [siˈgɛɾi] foguères [fuˈgɛɾes] / siguères [siˈgɛɾes] foguèt [fuˈgɛt] / siguèt [siˈgɛt] fogueriam [fugeˈɾjan] / sigueriam [sigeˈɾjan] fogueriatz [fugeˈɾjas] / sigueriatz [sigeˈɾjas] foguèron [fuˈgɛɾu] / siguèron [siˈgɛɾu]                 | fui [fyj] fust [fyst] fon [fun] fom [fum] fotz [futs] foron [ˈfuɾun]                                |
| Futur de l'indicatif | | | | | | | |
| sarai [sa'ɾaj] sarás [sa'ɾes] sará [sa'ɾe] sarem [sa'ɾen] saretz [sa'ɾes] sarán [sa'ɾen]                                            | serai [se'ɾaj] seràs [se'ɾa] serà [se'ɾɔ] serem [se'ɾen] seretz [se'ɾe] serán [se'ɾɔ]                                        | serèi [se'ɾɛj] seràs [se'ɾas] serà [se'ɾa] seram [se'ɾam] seratz [se'ɾats] seràn [se'ɾan]                             | serai [se'ɾaj] seràs [se'ɾa] será [se'ɾɔ] serem [se'ɾen] seretz [se'ɾe] serán [se'ɾɔ]                                   | serai [se'ɾaj] seràs [se'ɾas] serà [se'ɾa] serem [se'ɾen] seretz [se'ɾets] seràn [se'ɾan]                                   | sarai [sa'ɾaj] saràs [sa'ɾas] sarà [sa'ɾa] sarem [sa'ɾen] saretz [sa'ɾes] saràn [sa'ɾan]                                      | serai [se'ɾaj] seràs [se'ɾas] serà [se'ɾa] serem [se'ɾen] seretz [se'ɾes] seràn [se'ɾan] | serai [se'ɾaj] seràs [se'ɾas] serà [se'ɾa] serem [se'ɾem] seretz [se'ɾets] seràn [se'ɾan]           |
| Conditionnel présent | | | | | | | |
| sariáu [saˈɾjew] sariás [saˈɾjes] sariá [saˈɾje] sariam [saˈɾjan] sariatz [saˈɾjas] sarián [saˈɾjen]                                | seriá [seˈɾjɔ] seriás [seˈɾjɔ] seriá [seˈɾjɔ] seriam [seˈɾjan] seriatz [seˈɾjas] serián [seˈɾjɔ]                             | serí [seˈɾi] serés [seˈɾes] seré [seˈɾe] serem [seˈɾem] seretz [seˈɾets] serén [seˈɾen]                               | seriá [seˈɾjɔ] seriàs [seˈɾja] seriá [seˈɾjɔ] seriam [seˈɾjan] seriatz [seˈɾja] serián [seˈɾjɔ]                         | seriái [seˈɾjɔj] seriás [seˈɾjɔs] seriá [seˈɾjɔ] seriam [seˈɾjan] seriatz [seˈɾjats] serián [seˈɾjɔn]                       | sariáu [saˈɾjew] sariás [saˈɾjes] sariá [saˈɾje] sariam [saˈɾjan] sariatz [saˈɾjas] sarián [saˈɾjen]                          | serii [seˈɾii] series [seˈɾies] seria [seˈɾia] seriavam [serjaˈvan] seriavatz [serjaˈvas] serian [seˈɾiu] | seria [seˈɾia] serias [seˈɾias] seria [seˈɾia] seriam [seˈɾjam] seriatz [seˈɾjats] serian [seˈɾian] |
| Subjonctif présent | | | | | | | |
| siéio [ˈsjeju] siéies [ˈsjejes] siéie [ˈsjeje] sieiem [sjeˈjen] sieietz [sjeˈjes] siéian [ˈsjejɔn]                                  | siage [ˈsjadze] siages [ˈsjadze] siage [ˈsjadze] siajam [sjaˈdzan] siajatz [sjaˈdzas] siajon [sjaˈdzu]                       | sii [ˈsiji] sias [ˈsijɔs] sia [ˈsijɔ] siam [sjam] siatz [sjats] sian [ˈsijɔn]                                         | siá [sjɔ] siàs [sja] siá [sjɔ] siam [sjan] siatz [sja] sián [sjɔ]                                                       | siái [sjɔj] siás [sjɔs] siá [sjɔ] siam [sjan] siatz [sjats] sián [sjɔn]                                                     | fugue [ˈfyge] fugues [ˈfyges] fugue [ˈfyge] fuguem [fyˈgen] fuguetz [fyˈges] fugan [ˈfygu]                                    | sigui [ˈsigi] sigues [ˈsiges] sigue [ˈsige] siguem [siˈgen] siguetz [siˈges] sigan [ˈsigu] | sia [ˈsia] sias [ˈsias] sia [ˈsia] siam [sjam] siatz [sjats] sian [ˈsian]                           |
| Subjonctif imparfait | | | | | | | |
| foguèssio [fuˈgɛsju] foguèssias [fuˈgɛsis] foguèssia [fuˈgɛsi] foguessiam [fugeˈsjan] foguessiatz [fugeˈsjas] foguèssian [fuˈgɛsin] | saguesse [saˈgese] saguesses [saˈgese] saguesse [saˈgese] saguessiam [sageˈsjan] saguessiatz [sageˈsjas] saguesson [saˈgesu] | estossi [esˈtusi] estosses [esˈtuses] estosse [esˈtuse] estóssem [esˈtusem] estóssetz [esˈtusets] estossen [esˈtusen] | fuguèsse [fyˈgɛse] fuguèsses [fyˈgɛse] fuguèsse [fyˈgɛse] fuguèssem [fyˈgɛsen] fuguèssetz [fyˈgɛse] fuguèssen [fyˈgɛse] | foguèssi [fuˈgɛsi] foguèsses [fuˈgɛses] foguèsse [fuˈgɛse] foguèssem [fuˈgɛsen] foguèssetz [fuˈgɛsets] foguèsson [fuˈgɛsun] | fuguèsse [fyˈgɛse] fuguèsses [fyˈgɛses] fuguèsse [fyˈgɛse] fuguessiam [fygeˈsjan] fuguessiatz [fygeˈsjas] fuguèsson [fyˈgɛsu] | foguèssi [fuˈgɛsi] / siguèssi [siˈgɛsi] foguèsses [fuˈgɛses] / siguèsses [siˈgɛses] foguèsse [fuˈgɛse] / siguèsse [siˈgɛse] foguessiam [fugeˈsjan] / siguessiam [sigeˈsjan] foguessiatz [fugeˈsjas] / siguessiatz [sigeˈsjas] foguèsson [fuˈgɛsu] / siguèsson [siˈgɛsu] | fos [fus] fosses [ˈfuses] fos [fus] fossem [fuˈsem] fossetz [fuˈsets] fossen [ˈfusen]               |
| Futur antérieur | | | | | | | |
| | | estori [esˈtuɾi] estores [esˈtuɾes] estore [esˈtuɾe] estórem [esˈtuɾem] estóretz [esˈtuɾets] estoren [esˈtuɾen]       | | | | | |

### Aver(avoir)
| Vivaro-alpin | Auvergnat | Gascon | Limousin | Languedocien | Provençal | Niçois | Ancien occitan                                                                                            |
| Infinitif | Infinitif | Infinitif                                                                                                 | Infinitif                                                                                                   | Infinitif | Infinitif | Infinitif | Infinitif                                                                                                 |
| --- | --- | --- | --- | --- | --- | --- | --- |
| aver [aˈveɾ] | avere [aˈveɾe]                                                                                                   | aver [aˈwe]                                                                                               | aver [aˈve]                                                                                                 | aver [aˈβe] | aver [aˈve] | aver [aˈve] | aver [a'veɾ]                                                                                              |
| Participe passé | | | | | | | |
| agut [aˈgy] agua [aˈgyɔ]                                                                                                | agut [aˈgy] aguda [aˈgydɔ]                                                                                       | avut [aˈwyt] avuda [aˈwyðɔ]                                                                               | agut [aˈgy] aguda [aˈgydɔ]                                                                                  | agut [aˈɣyt] aguda [aˈɣyðɔ] | agut [aˈgy] aguda [aˈgydɔ]                                                                                        | augut [awˈgyt] auguda [awˈgyda]                                                                                              | agut [aˈgyt] aguda [aˈgyda]                                                                               |
| Participe présent | | | | | | | |
| avent [aˈvent] | aguent [aˈgen]                                                                                                   | avent [aˈwent]                                                                                            | avent [aˈven]                                                                                               | avent [aˈɣent] | avent [aˈvent] | auguent [awˈgent] | aven [a'ven]                                                                                              |
| Impératif | | | | | | | |
| aies ! [ˈajes] aiem ! [aˈjen] aietz ! [aˈjes]                                                                           | age ! [aˈdze] ajam ! [aˈdzan] ajatz ! [aˈdza]                                                                    | aja ! [ˈaʒɔ] ajam ! [aˈʒam] ajatz ! [aˈʒats]                                                              | aia! [ˈajɔ] aiam! [aˈjan] aiatz! [aˈja]                                                                     | aja ! [ˈadʒɔ] ajam ! [adˈʒan] ajatz ! [adˈʒats]                                                                                              | agues ! [ˈages] aguem ! [aˈgen] aguetz ! [aˈges]                                                                  | augues ! [ˈawges] auguem ! [awˈgen] auguetz ! [awˈges]                                                                       | aias ! [ˈajas] aiam ! [aˈjam] aiatz ! [aˈjats]                                                            |
| Présent de l'indicatif                                                                                                  | | | | | | | |
| ai [aj] as [as] a [a] avèm [aˈvɛn] avètz [aˈvɛs] an [an]                                                                | ai [aj] as [a] a [ɔ] avem [aˈven] avetz [aˈve] an [ɔn]                                                           | èi [ɛj] as [as] a [a] avem [aˈwem] avetz [aˈwets] an [an]                                                 | ai [aj] as [a] a [a] avem [aˈven] avetz [aˈvej] an [an]                                                     | ai [aj] as [as] [a] a [a] [ɔ] avèm [aˈβɛn] [ɔˈβɛn] avètz [aˈβɛts] [ɔˈβɛ] an [an] [ɔw]                                                        | ai [aj] as [as] a [a] avèm [aˈvɛn] avètz [aˈvɛs] an [an]                                                          | ai [aj] as [as] a [a] avèm [aˈvɛn] avètz [aˈvɛs] an [an]                                                                     | ai [aj] as [as] a [a] avem [aˈvem] avetz [aˈvets] an [an]                                                 |
| Imparfait de l'indicatif                                                                                                | | | | | | | |
| aviáu [aˈvjew] aviás [aˈvjes] aviá [aˈvje] aviam [aˈvjan] aviatz [aˈvjas] avián [aˈvjen]                                | aviá [aˈvjɔ] aviàs [aˈvja] aviá [aˈvjɔ] aviam [aˈvjan] aviatz [aˈvjas] avián [aˈvjɔ]                             | avèvi [aˈwɛwi] avèvas [aˈwɛwɔs] avèva [aˈwɛwɔ] avèvam [aˈwɛwam] avèvatz [aˈwɛwats] avèvan [aˈwɛwɔn]       | aviá [aˈvjɔ] aviàs [aˈvja] aviá [aˈvjɔ] aviam [aˈvjan] aviatz [aˈvja] avián [aˈvjɔ]                         | aviái [aˈβjɔj] [ɔˈβjɔ] aviás [aˈβjɔs] [ɔˈβjɔj] aviá [aˈβjɔ] [ɔˈβjɔ] aviam [aˈβjan] [ɔˈβjɔŋ] aviatz [aˈβjats] [ɔˈβja] avián [aˈβjɔn] [ɔˈβjɔw] | aviáu [aˈvjew] aviás [aˈvjes] aviá [aˈvje] aviam [aˈvjan] aviatz [aˈvjas] avián [aˈvjen]                          | avii [aˈvii] avies [aˈvies] avia [aˈvia] aviavam [avjaˈvan] aviavatz [avjaˈvas] avian [aˈviu]                                | avia [aˈvia] avias [aˈvias] avia [aˈvia] aviam [aˈvjam] aviatz [aˈvjatz] avian [aˈvian]                   |
| Passé simple de l'indicatif                                                                                             | | | | | | | |
| aguèro [aˈgɛɾu] aguères [aˈgɛɾes] aguèc [aˈgɛk] agueriam [ageˈɾjan] agueriatz [ageˈɾias] aguèron [aˈgɛɾun]              | aguere [aˈgeɾe] agueres [aˈgeɾes] aguet [aˈge] aguem [aˈgen] aguetz [aˈges] agueron [aˈgeɾu]                     | avoi [aˈwuj] avós [aˈwus] avó [aˈwu] avom [aˈwum] avotz [aˈwuts] avón [aˈwun]                             | aguei [aˈgej] agueras [aˈgeɾa] aguet [aˈge] aguèram [aˈgɛɾan] aguèratz [aˈgɛɾa] agueran [aˈgeɾɔ]            | aguèri [aˈɣɛɾi] aguères [aˈɣɛɾes] aguèt [aˈɣɛt] aguèrem [aˈɣɛɾen] aguèretz [aˈɣɛɾets] aguèron [aˈɣɛɾun]                                      | aguère [aˈgɛɾe] aguères [aˈgɛɾes] aguèt [aˈgɛt] agueriam [ageˈɾjan] agueriatz [ageˈɾias] aguèron [aˈgeɾu]         | auguèri [awˈgɛɾi] auguères [awˈgɛɾes] auguèt [awˈgɛt] augueriam [awgeˈɾjan] augueriatz [awgeˈɾias] auguèron [awˈgɛɾu]        | aic [ajk] aguist [aˈgist] ac [ak] aguem [aˈgem] aguetz [aˈgets] agron [ˈagɾun]                            |
| Futur de l'indicatif | | | | | | | |
| aurai [aw'ɾaj] aurás [aw'ɾes] aurá [aw'ɾe] aurem [aw'ɾen] auretz [aw'ɾes] aurán [aw'ɾen]                                | aurai [aw'ɾaj] auràs [aw'ɾa] aurà [aw'ɾɔ] aurem [aw'ɾen] auretz [aw'ɾe] aurán [aw'ɾɔ]                            | aurèi [aw'ɾɛj] auràs [aw'ɾas] aurà [aw'ɾa] auram [aw'ɾam] auratz [aw'ɾats] auràn [aw'ɾan]                 | aurai [aw'ɾaj] auràs [aw'ɾa] aurá [aw'ɾɔ] aurem [aw'ɾen] auretz [aw'ɾe] aurán [aw'ɾɔ]                       | aurai [aw'ɾaj] auràs [aw'ɾas] aurà [aw'ɾa] aurem [aw'ɾen] auretz [aw'ɾets] auràn [aw'ɾan]                                                    | aurai [aw'ɾaj] auràs [aw'ɾas] aurà [aw'ɾa] aurem [aw'ɾen] auretz [aw'ɾes] auràn [aw'ɾan]                          | aurai [aw'ɾaj] auràs [aw'ɾas] aurà [aw'ɾa] aurem [aw'ɾen] auretz [aw'ɾes] auràn [aw'ɾan]                                     | aurai [aw'ɾaj] auràs [aw'ɾas] aurà [aw'ɾa] aurem [aw'ɾem] auretz [aw'ɾetz] auràn [aw'ɾan]                 |
| Conditionnel présent | | | | | | | |
| auriáu [awˈɾjew] auriás [awˈɾjes] auriá [awˈɾje] auriam [awˈɾjan] auriatz [awˈɾjas] aurián [awˈɾjen]                    | auriá [awˈɾjɔ] auriás [awˈɾjɔ] auriá [awˈɾjɔ] auriam [awˈɾjan] auriatz [awˈɾjas] aurián [awˈɾjɔ]                 | aurí [awˈɾi] aurés [awˈɾes] auré [awˈɾe] aurem [awˈɾem] auretz [awˈɾets] aurén [awˈɾen]                   | auriá [awˈɾjɔ] auriàs [awˈɾja] auriá [awˈɾjɔ] auriam [awˈɾjan] auriatz [awˈɾja] aurián [awˈɾjɔ]             | auriái [awˈɾjɔj] auriás [awˈɾjɔs] auriá [awˈɾjɔ] auriam [awˈɾjan] auriatz [awˈɾjats] aurián [awˈɾjɔn]                                        | auriáu [awˈɾjew] auriás [awˈɾjes] auriá [awˈɾje] auriam [awˈɾjan] auriatz [awˈɾjas] aurián [awˈɾjen]              | aurii [awˈɾii] auries [awˈɾies] auria [aw'ɾia] auriavam [awɾja'van] auriavatz [awrja'vas] aurian [aw'ɾiu]                    | auria [aw'ɾia] aurias [aw'ɾias] auria [aw'ɾia] auriam [aw'ɾjam] auriatz [aw'ɾjatz] aurian [aw'ɾian]       |
| Subjonctif présent | | | | | | | |
| aio [ˈaju] aias [ˈajis] aia [ˈaji] aiem [aˈjen] aietz [aˈjes] aian [ˈajin]                                              | age [ˈadze] ages [ˈadze] age [ˈadze] ajam [aˈdzan] ajatz [aˈdza] ajon [ˈadzu]                                    | agi [ˈaʒi] ajas [ˈaʒɔs] aja [ˈaʒɔ] ajam [a'ʒam] ajatz [aˈʒats] ajan [ˈaʒɔn]                               | aia [ˈajɔ] aias [ˈaja] aia [ˈajɔ] aiam [aˈjan] aiatz [aˈja] aian [ˈajɔ]                                     | aja [ˈadʒɔ] ajas [ˈadʒɔs] aja [ˈadʒɔ] ajam [adˈʒan] ajatz [adˈʒats] ajan [ˈadʒɔn]                                                            | ague [ˈage] agues [ˈages] ague [ˈage] aguem [aˈgen] aguetz [aˈges] agan [ˈagu]                                    | augui [ˈawgi] augues [ˈawges] augue [ˈawge] auguem [awˈgen] auguetz [awˈges] augan [ˈawgu]                                   | aia [ˈaja] aias [ˈajas] aia [ˈaja] aiam [aˈjam] aiatz [aˈjats] aian [ˈajan]                               |
| Subjonctif imparfait | | | | | | | |
| aguèssio [aˈgɛsju] aguèssias [aˈgɛsis] aguèssia [aˈgɛsi] aguessiam [ageˈsjan] aguessiatz [ageˈsjas] aguèssian [aˈgɛsin] | aguesse [aˈgese] aguesses [aˈgese] aguesse [aˈgese] aguessiam [ageˈsjan] aguessiatz [ageˈsjas] aguesson [aˈgesu] | avossi [aˈwusi] avosses [aˈwuses] avosse [aˈwuse] avóssem [aˈwusem] avóssetz [aˈwusets] avossen [aˈwusen] | aguèsse [aˈgɛse] aguèsses [aˈgɛse] aguèsse [aˈgɛse] aguèssem [aˈgɛsen] aguèssetz [aˈgɛse] aguèssen [aˈgɛse] | aguèssi [aˈgɛsi] aguèsses [aˈgɛses] aguèsse [aˈgɛse] aguèssem [aˈgɛsen] aguèssetz [aˈgɛsets] aguèsson [aˈgɛsun]                              | aguèsse [aˈgɛse] aguèsses [aˈgɛses] aguèsse [aˈgɛse] aguessiam [ageˈsjan] aguessiatz [ageˈsjas] aguèsson [aˈgɛsu] | auguèssi [awˈgɛsi] auguèsses [awˈgɛses] auguèsse [awˈgɛse] auguessiam [awgeˈsjan] auguessiatz [awgeˈsjas] aguèsson [awˈgɛsu] | agués [a'ges] aguesses [a'geses] agués [a'ges] aguessem [age'sem] aguessetz [age'sets] aguessen [a'gesen] |
| Futur antérieur | | | | | | | |
| | | avori [aˈwuɾi] avores [aˈwuɾes] avore [aˈwuɾe] avórem [aˈwuɾem] avóretz [aˈwuɾets] avoren [aˈwuɾen]       | | | | | |

### Anar(aller)
| Vivaro-alpin | Auvergnat | Gascon | Limousin | Languedocien | Provençal | Niçois | Ancien occitan                                                                                        |
| Infinitif | Infinitif | Infinitif                                                                                                 | Infinitif                                                                                                   | Infinitif | Infinitif | Infinitif | Infinitif                                                                                             |
| --- | --- | --- | --- | --- | --- | --- | --- |
| anar [aˈnaɾ] | anar [aˈna]                                                                                                  | anar [aˈna]                                                                                               | anar [aˈna]                                                                                                 | anar [aˈna] | anar [aˈna] | anar [aˈna] | anar [aˈnaɾ]                                                                                          |
| Participe passé                                                                                                   | | | | | | | |
| anat [aˈna] anaa [aˈnaɔ]                                                                                          | anat [aˈna] anada [aˈnadɔ]                                                                                   | anat [aˈnat] anada [aˈnaðɔ]                                                                               | anat [aˈna] anada [aˈnadɔ]                                                                                  | anat [aˈnat] anada [aˈnaðɔ]                                                                                       | anat [aˈna] anada [aˈnadɔ]                                                                                       | anat [aˈnat] anada [aˈnada]                                                                                           | anat [aˈnat] anada [aˈnada]                                                                           |
| Participe présent                                                                                                 | | | | | | | |
| anant [aˈnant] | anant [aˈnan]                                                                                                | anant [aˈnant]                                                                                            | anant [aˈnan]                                                                                               | anant [aˈnant] | anant [aˈnant]                                                                                                   | anant [aˈnant] | anan [aˈnan]                                                                                          |
| Impératif | | | | | | | |
| vai! [vaj] anem! [aˈnen] anatz! [aˈnas]                                                                           | vai! [vaj] vajam! [vaˈdzan] anatz! [aˈna]                                                                    | vè! [bɛ] anem! [aˈnem] anatz! [aˈnats]                                                                    | vai! [vaj] anem! [aˈnen] anatz! [aˈna]                                                                      | vai! [baj] anem! [aˈnen] anatz! [aˈnats]                                                                          | vai! [vaj] anem! [aˈnen] anatz! [aˈnas]                                                                          | vai! [vaj] anem! [aˈnen] anatz! [aˈnas]                                                                               | vai! [vaj] anem! [aˈnem] anatz! [aˈnats]                                                              |
| Présent de l'indicatif                                                                                            | | | | | | | |
| vau [vaw] vas [vas] vai [vaj] anam [aˈnan] anatz [aˈnats] van [van]                                               | vase [ˈvaze] vases [ˈvaze] vai [vaj] anam [aˈnan] anatz [aˈna] vason [ˈvazu]                                 | vau [baw] vas [bas] va [ba] vam [bam] vatz [bats] van [ban]                                               | vau [vaw] vas [va] vai [vaj] anam [aˈnan] / vam [van] anatz [aˈna] van [van]                                | vau [baw] vas [bas] va [ba] anam [aˈnan] anatz [aˈnats] van [ban]                                                 | vau [vaw] vas [vas] vai [vaj] anam [aˈnan] anatz [aˈnats] van [van]                                              | vau [vaw] vas [vas] va [va] anam [aˈnan] anatz [aˈnats] van [van]                                                     | vauc [vawk] vais [vajs] vai [vaj] anam [aˈnam] anatz [aˈnats] van [van]                               |
| Imparfait de l'indicatif                                                                                          | | | | | | | |
| anavo [aˈnavu] anaves [aˈnaves] anava [aˈnavɔ] anaviam [anaˈvjan] anaviatz [anaˈvjas] anavan [aˈnavɔn]            | anave [aˈnave] anaves [aˈnaves] anava [aˈnavɔ] anaviam [anaˈvjan] anaviatz [anaˈvjas] anavon [aˈnavu]        | anavi [aˈnawi] anavas [aˈnawɔs] anava [aˈnawɔ] anàvam [aˈnawam] anàvatz [aˈnawats] anavan [aˈnawɔn]       | anava [aˈnavɔ] anavas [aˈnava] anava [aˈnavɔ] anàvam [aˈnavan] anàvatz [aˈnava] anavan [aˈnavɔ]             | anavi [aˈnaβi] anavas [aˈnaβɔs] anava [aˈnaβɔ] anàvem [aˈnaβen] anàvetz [aˈnaβets] anavan [aˈnaβɔn]               | anave [aˈnave] anaves [aˈnaves] anava [aˈnavɔ] anaviam [anaˈvjan] anaviatz [anaˈvjas] anavan [aˈnavu]            | anavi [aˈnavi] anaves [aˈnaves] anava [aˈnava] anavam [anaˈvan] anavatz [anaˈvas] anavan [aˈnavu]                     | anava [aˈnava] anavas [aˈnavas] anava [aˈnava] anavam [anaˈvam] anavatz [anaˈvats] anavan [aˈnavan]   |
| Passé simple de l'indicatif                                                                                       | | | | | | | |
| anèro [aˈnɛɾu] anères [aˈnɛɾes] anèc [aˈnɛk] aneriam [aneˈɾjan] aneriatz [aneˈɾjas] anèron [aˈnɛɾun]              | anere [aˈneɾe] aneres [aˈneɾes] anet [aˈne] anem [aˈnen] anetz [aˈnes] aneron [aˈneɾu]                       | anèi [aˈnɛj] anès [aˈnɛs] anè [aˈnɛ] anèm [aˈnɛm] anètz [aˈnɛts] anèn [aˈnɛn]                             | anei [aˈnej] aneras [aˈneɾa] anet [aˈne] anèram [aˈnɛɾɔn] anèratz [aˈnɛɾa] aneran [aˈneɾɔ]                  | anèri [aˈnɛɾi] anères [aˈnɛɾes] anèt [aˈnɛt] anèrem [aˈnɛɾen] anèretz [aˈnɛɾets] anèron [aˈnɛɾun]                 | anère [aˈnɛɾe] anères [aˈnɛɾes] anèt [aˈnɛt] aneriam [aneˈɾjan] aneriatz [aneˈɾjas] anèron [aˈnɛɾu]              | anèri [aˈnɛɾi] anères [aˈnɛɾes] anèt [aˈnɛt] aneriam [aneˈɾjan] aneriatz [aneˈɾjas] anèron [aˈnɛɾu]                   | anei [aˈnej] anest [aˈnest] anet [aˈnet] anem [aˈnem] anetz [aˈnetz] aneron [aˈneɾun]                 |
| Futur de l'indicatif                                                                                              | | | | | | | |
| anarai [ana'ɾaj] anarás [ana'ɾes] anará [ana'ɾe] anarem [ana'ɾen] anaretz [ana'ɾes] anarán [ana'ɾen]              | anarai [ana'ɾaj] anarás [ana'ɾɔ] anará [ana'ɾɔ] anarem [ana'ɾen] anaretz [ana'ɾe] anarán [ana'ɾɔ]            | anarèi [ana'ɾɛj] anaràs [ana'ɾas] anarà [ana'ɾa] anaram [ana'ɾam] anaratz [ana'ɾats] anaràn [ana'ɾan]     | anirai [ani'ɾaj] aniràs [ani'ɾa] anirá [ani'ɾɔ] anirem [ani'ɾen] aniretz [ani'ɾe] anirán [ani'ɾɔ]           | anarai [ana'ɾaj] anaràs [ana'ɾas] anarà [ana'ɾa] anarem [ana'ɾen] anaretz [ana'ɾets] anaràn [ana'ɾan]             | anarai [ana'ɾaj] anaràs [ana'ɾas] anarà [ana'ɾa] anarem [ana'ɾen] anaretz [ana'ɾes] anaràn [ana'ɾan]             | anerai [ane'ɾaj] aneràs [ane'ɾas] anerà [ane'ɾa] anerem [ane'ɾen] aneretz [ane'ɾes] aneràn [ane'ɾan]                  | anarai [ana'ɾaj] anaràs [ana'ɾas] anarà [ana'ɾa] anarem [ana'ɾem] anaretz [ana'ɾets] anaràn [ana'ɾan] |
| Conditionnel présent                                                                                              | | | | | | | |
| anariáu [anaˈɾjew] anariás [anaˈɾjes] anariá [anaˈɾje] anariam [anaˈɾjan] anariatz [anaˈɾjas] anarián [anaˈɾjen]  | anariá [anaˈɾjɔ] anariás [anaˈɾjɔ] anariá [anaˈɾjɔ] anariam [anaˈɾjan] anariatz [anaˈɾjas] anarián [anaˈɾjɔ] | anarí [anaˈɾi] anarés [anaˈɾes] anaré [anaˈɾe] anarem [anaˈɾem] anaretz [anaˈɾets] anarén [anaˈɾen]       | aniriá [aniˈɾjɔ] aniriàs [aniˈɾja] aniriá [aniˈɾjɔ] aniriam [aniˈɾjan] aniriatz [aniˈɾja] anirián [aniˈɾjɔ] | anariái [anaˈɾjɔj] anariás [anaˈɾjɔs] anariá [anaˈɾjɔ] anariam [anaˈɾjan] anariatz [anaˈɾjats] anarián [anaˈɾjɔn] | anariáu [anaˈɾjew] anariás [anaˈɾjes] anariá [anaˈɾje] anariam [anaˈɾjan] anariatz [anaˈɾjas] anarián [anaˈɾjen] | anerii [aneˈɾii] aneries [aneˈɾies] aneria [aneˈɾia] aneriavam [anerjaˈvan] aneriavatz [anerjaˈvas] anerian [aneˈɾiu] | |
| Subjonctif présent                                                                                                | | | | | | | |
| ànio [ˈanju] ànias [ˈanis] ània [ˈani] aniam [aˈnjan] aniatz [aˈnjas] ànian [ˈanin]                               | vage [ˈvadze] vages [ˈvadze] vage [ˈvadze] vajam [vadˈzan] vajatz [vadˈzas] vajon [ˈvadzu]                   | ani [ˈani] anes [ˈanes] ane [ˈane] anem [aˈnem] anetz [aˈnets] anen [ˈanen]                               | ane [ˈane] anes [ˈane] ane [ˈane] anem [aˈnen] anetz [aˈne] anen [ˈane]                                     | ane [ˈane] anes [ˈanes] ane [ˈane] anem [aˈnen] anetz [aˈnets] anen [ˈanen]                                       | vague [ˈvage] vagues [ˈvages] vague [ˈvage] anem [aˈnen] anetz [aˈnes] vagan [ˈvagu]                             | vagui [ˈvagi] vagues [ˈvages] vague [ˈvage] anem [aˈnen] anetz [aˈnes] vagan [ˈvagu]                                  | an [an] anz [anz] an [an] anem [aˈnem] anetz [aˈnets] anen [ˈanen]                                    |
| Subjonctif passé                                                                                                  | | | | | | | |
| anèssio [aˈnɛsju] anèssias [aˈnɛsis] anèssia [aˈnɛsi] anessiam [aneˈsjan] anessiatz [aneˈsjas] anèssian [aˈnɛsin] | anesse [aˈnese] anesses [aˈnese] anesse [aˈnese] anessiam [aneˈsjan] anessiatz [aneˈsjas] anesson [aˈnesu]   | anèssi [aˈnɛsi] anèsses [aˈnɛses] anèsse [aˈnɛse] anèssem [aˈnɛsem] anèssetz [aˈnɛsets] anèssen [aˈnɛsen] | anèsse [aˈnɛse] anèsses [aˈnɛse] anèsse [aˈnɛse] anèssem [aˈnɛsen] anèssetz [aˈnɛse] anèssen [aˈnɛse]       | anèssi [aˈnɛsi] anèsses [aˈnɛses] anèsse [aˈnɛse] anèssem [aˈnɛsen] anèssetz [aˈnɛsets] anèsson [aˈnɛsun]         | anèsse [aˈnɛse] anèsses [aˈnɛses] anèsse [aˈnɛse] anessiam [aneˈsjan] anessiatz [aneˈsjas] anèsson [aˈnɛsu]      | anèssi [aˈnɛsi] anèsses [aˈnɛses] anèsse [aˈnɛse] anessiam [aneˈsjan] anessiatz [aneˈsjas] anèsson [aˈnɛsu]           | anés [aˈnes] anesses [aˈneses] anés [aˈnes] anessem [aneˈsem] anessetz [aneˈsets] anessen [aˈnesen]   |
| Futur antérieur                                                                                                   | | | | | | | |
| | | anèri [aˈnɛɾi] anères [aˈnɛɾes] anère [aˈnɛɾe] anèrem [aˈnɛɾem] anèretz [aˈnɛɾets] anèren [aˈnɛɾen]       | | | | | |

### Far(faire)
| Vivaro-alpin | Auvergnat | Gascon | Limousin | Languedocien | Provençal | Niçois | Ancien occitan                                                                                              |
| Infinitif | Infinitif | Infinitif | Infinitif | Infinitif | Infinitif | Infinitif | Infinitif                                                                                                   |
| --- | --- | --- | --- | --- | --- | --- | --- |
| far [faɾ] | far [fa] | har [ha] / hèr [hè]                                                                                                   | far [fa] | far [fa] | far [fa] | faire [fajˈɾe] | far [faɾ]                                                                                                   |
| Participe passé | | | | | | | |
| fach [fa] facha [ˈfatʃɔ] | fait [faj] faita [ˈfajtɔ] | hèit [ˈhɛjt] hèita [ˈhɛjtɔ]                                                                                           | fach [fa] facha [ˈfatsɔ]                                                                                                | fach [fatʃ] facha [ˈfatʃɔ]                                                                                                  | fach [fa] facha [ˈfatʃɔ] | fach [fatʃ] facha [ˈfatʃa] | |
| Participe présent | | | | | | | |
| fasent [faˈzent] | fasent [faˈzen] | hant [hant] | fasent [faˈzen] | fasent [faˈzent] | fasent [faˈzent] | faguent [faˈgent] | fasen [faˈzen]                                                                                              |
| Impératif | | | | | | | |
| fai! [faj] fasèm! [faˈzɛn] fasètz! [faˈzɛs]                                                                                         | fai! [faj] fajam! [fadˈzan] fasetz! [faˈze]                                                                                  | hè! [hɛ] hèm! [hɛm] hètz! [hɛts]                                                                                      | fai! [faj] fajam! [fadˈzan] fasetz! [faˈze]                                                                             | fai! [faj] fagam! [faˈgan] fasètz! [faˈzɛts]                                                                                | fai! [faj] fasèm! [faˈzɛn] fasètz! [faˈzɛs]                                                                                   | fai! [faj] faguem! [faˈgen] faguetz! [faˈges]                                                                                 | fai! [faj] fazem! [faˈzem] fatz! [fats]                                                                     |
| Présent de l'indicatif | | | | | | | |
| fau [faw] fas [fas] fa [fa] fasèm [faˈzɛn] fasètz [faˈzɛts] fan [fan]                                                               | fase [ˈfaze] fases [ˈfaze] fai [faj] fasem [faˈzen] fasetz [faˈzes] fason [ˈfazu]                                            | hèi [hɛj] hès [hɛs] hè [hɛ] hèm [hɛm] hètz [hɛts] hèn [hɛn]                                                           | fau [faw] fas [fa] fai [faj] fasem [faˈzen] fasetz [faˈzej] fan [fan]                                                   | fau [faw] fas [fas] fa [fa] fasèm [faˈzɛn] fasètz [faˈzɛts] fan [fan]                                                       | fau [faw] fas [fas] fai [faj] fasèm [faˈzɛn] fasètz [faˈzɛs] fan [fan]                                                        | fau [faw] fas [fas] fa [fa] fèm [fɛn] fètz [fɛs] fan [fan]                                                                    | fauc [fawk] fas [fas] fa [fa] fam [fam] fatz [fats] fan [fan]                                               |
| Imparfait de l'indicatif | | | | | | | |
| fasiáu [faˈzjew] fasiás [faˈzjes] fasiá [faˈzje] fasiam [faˈzjan] fasiatz [faˈzjas] fasián [faˈzjen]                                | fasiá [faˈzjɔ] fasiàs [faˈzja] fasiá [faˈzjɔ] fasiam [faˈzjan] fasiatz [faˈzjas] fasián [faˈzjɔ]                             | hasèvi [haˈzɛwi] hasèvas [haˈzɛwɔs] hasèva [haˈzɛwɔ] hasèvam [haˈzɛwam] hasèvatz [haˈzɛwats] hasèvan [haˈzɛwɔn]       | fasiá [faˈzjɔ] fasiàs [faˈzja] fasiá [faˈzjɔ] fasiam [faˈzjan] fasiatz [faˈzja] fasián [faˈzjɔ]                         | fasiái [faˈzjɔj] fasiás [faˈzjɔs] fasiá [faˈzjɔ] fasiam [faˈzjan] fasiatz [faˈzjats] fasián [faˈzjɔn]                       | fasiáu [faˈzjew] fasiás [faˈzjes] fasiá [faˈzje] fasiam [faˈzjan] fasiatz [faˈzjas] fasián [faˈzjen]                          | faïi [faˈii] faïes [faˈies] faïa [faˈia] faiavam [fajaˈvan] faiavatz [fajaˈvas] faïan [faˈiu]                                 | fasia [faˈzia] fazias [faˈzias] fasia [faˈzia] fasiam [faˈzjam] fasiatz [faˈzjats] fasian [faˈzian]         |
| Passé simple de l'indicatif | | | | | | | |
| faguèro [faˈgɛɾu] faguères [faˈgɛɾes] faguèc [faˈgɛk] fagueriam [fageˈɾjan] fagueriatz [fageˈɾias] faguèron [faˈgɛɾun]              | faguere [faˈgeɾe] fagueres [faˈgeɾe] faguet [faˈget] faguem [faˈgen] faguetz [faˈges] fagueron [faˈgeɾu]                     | hasoi [haˈzuj] hasós [haˈzus] hasó [haˈzu] hasom [haˈzum] hasotz [haˈzuts] hasón [haˈzun]                             | faguei [faˈgej] fagueras [faˈgeɾa] faguet [faˈge] faguèram [faˈgɛɾan] faguèratz [faˈgɛɾa] fagueran [faˈgeɾɔ]            | faguèri [faˈgɛɾi] faguères [faˈgɛɾes] faguèt [faˈgɛt] faguèrem [faˈgɛɾen] faguèretz [faˈgɛɾets] faguèron [faˈgɛɾun]         | faguère [faˈgɛɾe] faguères [faˈgɛɾes] faguèt [faˈgɛt] fagueriam [fageˈɾjan] fagueriatz [fageˈɾias] faguèron [faˈgɛɾu]         | faguèri [faˈgɛɾi] faguères [faˈgɛɾes] faguèt [faˈgɛt] fagueriam [fageˈɾjan] fagueriatz [fageˈɾias] faguèron [faˈgɛɾu]         | fis [fis] fezist [feˈzist] fetz [fets] fesem [feˈzem] fesetz [feˈzets] feiron [ˈfejɾun]                     |
| Futur de l'indicatif | | | | | | | |
| farai [fa'ɾaj] farás [fa'ɾes] fará [fa'ɾe] farem [fa'ɾen] faretz [fa'ɾes] farán [fa'ɾen]                                            | farai [fa'ɾaj] faràs [fa'ɾa] farà [fa'ɾɔ] farem [fa'ɾen] faretz [fa'ɾes] farán [fa'ɾɔ]                                       | harèi [ha'ɾɛj] haràs [ha'ɾas] harà [ha'ɾa] haram [ha'ɾam] haratz [ha'ɾats] haràn [ha'ɾan]                             | farai [fa'ɾaj] faràs [fa'ɾa] fará [fa'ɾɔ] farem [fa'ɾen] faretz [fa'ɾe] farán [fa'ɾɔ]                                   | farai [fa'ɾaj] faràs [fa'ɾas] farà [fa'ɾa] farem [fa'ɾen] faretz [fa'ɾets] faràn [fa'ɾan]                                   | farai [fa'ɾaj] faràs [fa'ɾas] farà [fa'ɾa] farem [fa'ɾen] faretz [fa'ɾes] faràn [fa'ɾan]                                      | farai [fa'ɾaj] faràs [fa'ɾas] farà [fa'ɾa] farem [fa'ɾen] faretz [fa'ɾes] faràn [fa'ɾan]                                      | farai [fa'ɾaj] faràs [fa'ɾas] farà [fa'ɾa] farem [fa'ɾem] faretz [fa'ɾets] faràn [fa'ɾan]                   |
| Conditionnel présent | | | | | | | |
| fariáu [faˈɾjew] fariás [faˈɾjes] fariá [faˈɾje] fariam [faˈɾjan] fariatz [faˈɾjas] farián [faˈɾjen]                                | fariá [faˈɾjɔ] fariás [faˈɾjɔ] fariá [faˈɾjɔ] fariam [faˈɾjan] fariatz [faˈɾjas] farián [faˈɾjɔ]                             | harí [haˈɾi] harés [haˈɾes] haré [haˈɾe] harem [haˈɾem] haretz [haˈɾets] harén [haˈɾen]                               | fariá [faˈɾjɔ] fariàs [faˈɾja] fariá [faˈɾjɔ] fariam [faˈɾjan] fariatz [faˈɾja] farián [faˈɾjɔ]                         | fariái [faˈɾjɔj] fariás [faˈɾjɔs] fariá [faˈɾjɔ] fariam [faˈɾjan] fariatz [faˈɾjats] farián [faˈɾjɔn]                       | fariáu [faˈɾjew] fariás [faˈɾjes] fariá [faˈɾje] fariam [faˈɾjan] fariatz [faˈɾjas] farián [faˈɾjen]                          | farii [faˈɾii] faries [faˈɾies] faria [faˈɾia] fariavam [farjaˈvan] fariavatz [farjaˈvas] farian [faˈɾiu]                     | |
| Subjonctif présent | | | | | | | |
| fàcio [ˈfasju] fàcias [ˈfasis] fàcia [ˈfasi] faciam [faˈsjan] faciatz [faˈsjas] fàcian [ˈfasin]                                     | fage [ˈfadze] fages [ˈfadze] fage [ˈfadze] faguessiam [fageˈsjan] faguessiatz [fageˈsjas] fajon [ˈfadzu]                     | haci [ˈhasi] hàcias [ˈhasjɔs] hàcia [ˈhasjɔ] haciam [haˈsjam] haciatz [haˈsjats] hàcian [ˈhasjɔn]                     | fasa [ˈfazɔ] fasas [ˈfaza] fasa [ˈfazɔ] fasam [faˈzan] fasatz [faˈza] fasan [ˈfazɔ]                                     | faga [ˈfaɣɔ] fagas [ˈfaɣɔs] faga [ˈfaɣɔ] fagam [faˈɣan] fagatz [faˈɣats] fagan [ˈfaɣɔn]                                     | fague [ˈfage] fagues [ˈfages] fague [ˈfage] faguem [faˈgen] faguetz [faˈges] fagan [ˈfagu]                                    | fagui [ˈfagi] fagues [ˈfages] fague [ˈfage] faguem [faˈgen] faguetz [faˈges] fagan [ˈfagu]                                    | fassa [ˈfasa] fassas [ˈfasas] fassa [ˈfasa] fassam [faˈsam] fassatz [faˈsats] fassan [ˈfasan]               |
| Subjonctif passé | | | | | | | |
| faguèssio [faˈgɛsju] faguèssias [faˈgɛsis] faguèssia [faˈgɛsi] faguessiam [fageˈsjan] faguessiatz [fageˈsjas] faguèssian [faˈgɛsin] | faguesse [faˈgese] faguesses [faˈgese] faguesse [faˈgese] faguessiam [fageˈsjan] faguessiatz [fageˈsjas] faguesson [faˈgesu] | hasossi [haˈzusi] hasosses [haˈzuses] hasosse [haˈzuse] hasóssem [haˈzusem] hasóssetz [haˈzusets] hasossen [haˈzusen] | faguèsse [faˈgɛse] faguèsses [faˈgɛse] faguèsse [faˈgɛse] faguèssem [faˈgɛsen] faguèssetz [faˈgɛse] faguèssen [faˈgɛse] | faguèssi [faˈgɛsi] faguèsses [faˈgɛses] faguèsse [faˈgɛse] faguèssem [faˈgɛsen] faguèssetz [faˈgɛsets] faguèsson [faˈgɛsun] | faguèsse [faˈgɛse] faguèsses [faˈgɛses] faguèsse [faˈgɛse] faguessiam [fageˈsjan] faguessiatz [fageˈsjas] faguèsson [faˈgɛsu] | faguèssi [faˈgɛsi] faguèsses [faˈgɛses] faguèsse [faˈgɛse] faguessiam [fageˈsjan] faguessiatz [fageˈsjas] faguèsson [faˈgɛsu] | fesés [feˈzes] fezesses [feˈzeses] fesés [feˈzes] feséssem [fezeˈsem] feséssetz [fezeˈsets] fesson [ˈfesun] |
| Futur antérieur | | | | | | | |
| | | hasori [haˈzuɾi] hasores [haˈzuɾes] hasore [haˈzuɾe] hasórem [haˈzuɾem] hasóretz [haˈzuɾets] hasoren [haˈzuɾen]       | | | | | |